# Campaña del Desierto Occidental
La Campaña del Desierto Occidental, también conocida como la Guerra del Desierto, fue la etapa inicial de la Campaña en África del Norte de la Segunda Guerra Mundial.
Las hostilidades comenzaron en junio de 1940 entre las fuerzas italianas en Libia y las fuerzas de la Mancomunidad Británica de Naciones estacionadas en el Reino de Egipto. En septiembre de 1940 los italianos llevaron a cabo una gran ofensiva hacia Egipto, detenida y contestada por los británicos (Operación Compass).
Para prevenir un colapso total, Alemania (aliada de Italia por pertenecer a las Potencias del Eje en la Segunda Guerra Mundial) proporcionó (Operación Sonnenblume) un contingente de fuerzas terrestres (Afrika Korps) y aéreas que rápidamente se volvió dominante. El Eje lanzaría dos operaciones de gran envergadura contra sus enemigos, los Aliados, llegando en la segunda ocasión hasta El Alamein. Sin embargo, los Aliados respondieron y recuperaron el terreno perdido. Tras la segunda ofensiva, los Aliados consiguieron empujar a las fuerzas del Eje fuera de Libia y llevarlos hasta Túnez a comienzos de 1943, comenzando así la Campaña de Túnez.
Los Estados Unidos de América contribuyeron a esta campaña a partir de junio de 1942 con algunos bombarderos.
Durante la Segunda Guerra Mundial los judíos de Libia fueron también víctimas del Holocausto: se les internó en campos de concentración libios, se les usó para trabajos forzados o fueron deportados a otros campos en Europa.

## Antecedentes

### Libia

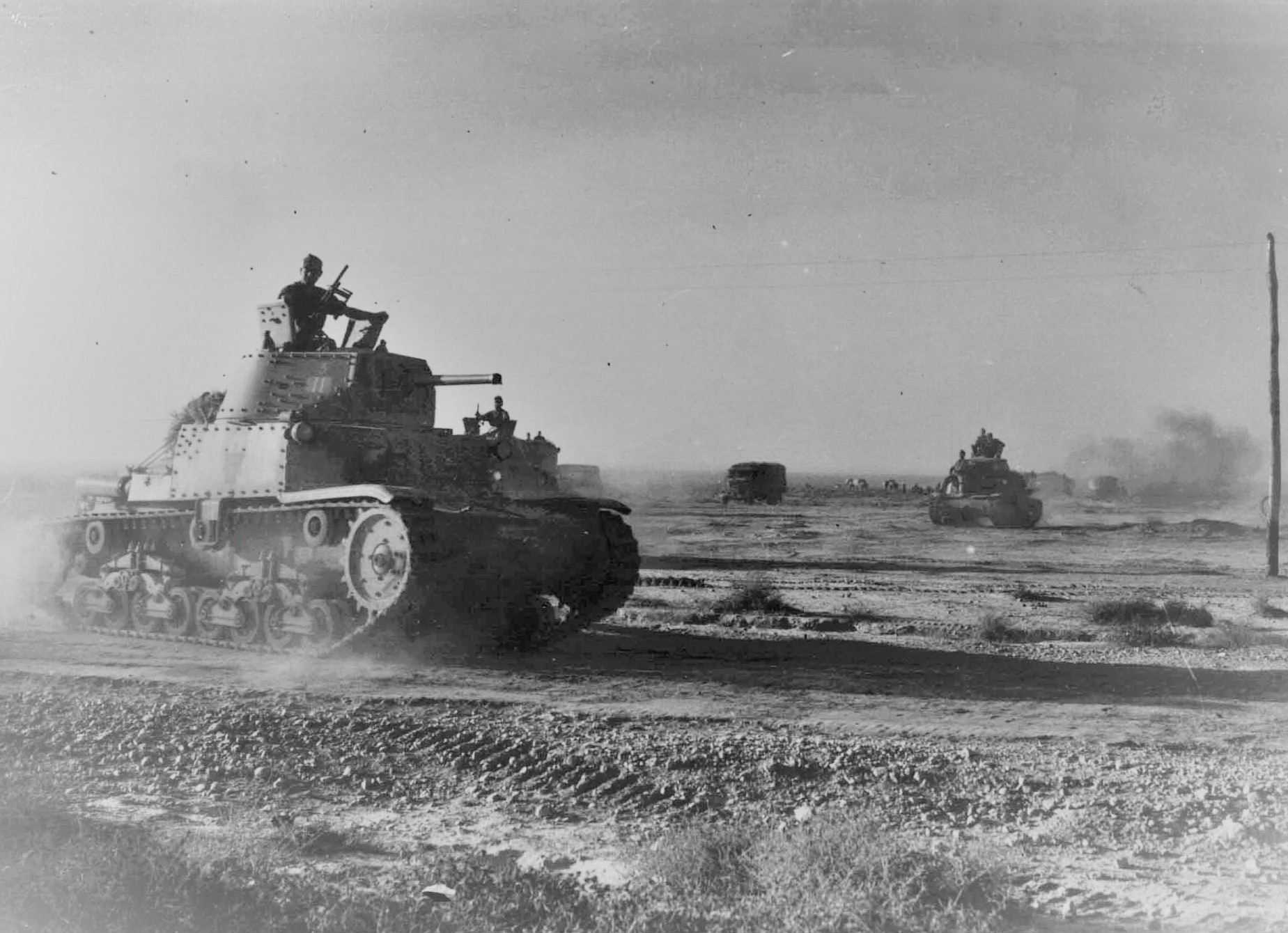
132.ª División blindada Ariete atacando

Libia fue italiana desde la guerra ítalo-turca de 1911–1912. Túnez, parte del África del Norte Francesa, se encontraba al este y Egipto al oeste. Los italianos se prepararon para defender ambos frentes bajo el mando del gobernador general de la Libia italiana y mariscal del aire Italo Balbo. En Libia tenían: el 5.º Ejército (con el general Italo Gariboldi) y el 10.º Ejército (con el Mario Berti), los cuales a mediados de 1940 tenían nueve divisiones con unos 13 000 hombres cada una; tres divisiones de Milicias Voluntarias para la Seguridad Nacional (camisas negras) y dos divisiones libias, cada una de las cuales tenía 8 000 hombres. Las divisiones del ejército italiano habían sido reorganizadas a finales de la década de 1930 de tres regimientos a dos cada una. En 1939 se había llamado a los reservistas y se había hecho un llamado a filas de reclutas.
La moral de las tropas italianas se consideraba alta y los militares tenían experiencia operativa reciente. La marina italiana había prosperado durante el régimen fascista y contaba con barcos rápidos, bien construidos y bien armados y una gran flota de submarinos pero carecía de experiencia y entrenamiento. La fuerza aérea había estado lista para una guerra en 1936 pero en 1939 se encontraba estancada. Los británicos no consideraron la fuerza aérea italiana capaz de operaciones a gran escala. El 5.º Ejército, con ocho divisiones, se encontraba en Tripolitania, en la parte oeste de Libia, junto a Túnez, y el 10.º Ejército, con seis divisiones de infantería, se encontraba en Cirenaica, en la parte este de Libia, junto a Egipto. Cuando Italia declaró la guerra a Francia y al Reino Unido, el 10 de junio de 1940, el 10.º Ejército envió la 1.ª División Libia a la frontera con Egipto desde Giarabub a Sidi Omar y al XXI Corpo d'Armata desde Sidi Omar a los territorios costeros de Bardia y Tobruk. El XXI Corpo d'Armata se trasladó luego al suroeste de Tobruk para actuar como fuerza de contraataque.

### Egipto

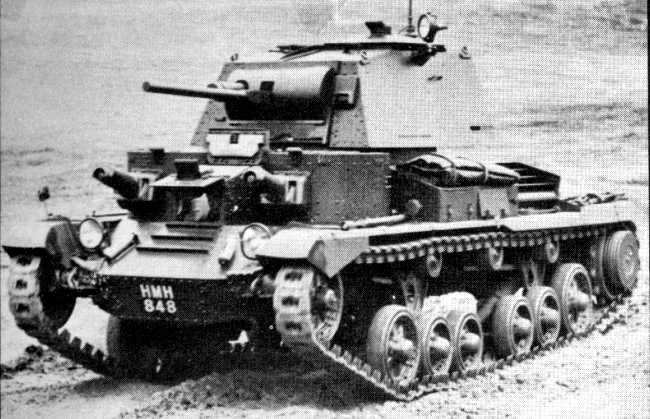
Tanque Cruiser Mk I (A9)

Los británicos tenían fuerzas en Egipto desde 1882, pero estas se vieron muy reducidas por los términos del Tratado anglo-egipcio de 1936. Las pequeñas fuerzas británicas y de la Commonwealth protegían el Canal de Suez y el mar Rojo. El canal era vital para las comunicaciones británicas, ya tenían dominios en el Lejano Oriente y en el océano Índico. En 1939 el teniente general Archibald Wavell fue nombrado oficial comandante general en jefe del nuevo Comando de Oriente Medio, que protegía el Mediterráneo Oriental y Oriente Medio. Hasta el armisticio entre Francia y el Eje del 22 de junio de 1940 las divisiones francesas en Túnez se enfrentaron al 5.º Ejército italiano en la frontera occidental de Libia. En Libia el Regio Esercito italiano tenía unos 215 000 hombres y en Egipto los británicos tenían unos 36 000 soldados con otros 27 500 hombres entrenándose en Palestina.
Las fuerzas británicas incluían la División Mobile de Egipto, bajo el mando del mayor general Percy Hobart, una de las dos únicas formaciones blindadas de entrenamiento británicas. A mediados de 1939 su nombre se cambió por el de División Blindada de Egipto y el 16 de febrero de 1940 pasó a ser la  7.ª División Blindada. La frontera entre Egipto y Libia estaba defendida por la Fuerza de la Frontera Egipcia y en junio de 1940 la 6.ª División de Infantería británica, bajo el mando del mayor general Richard O'Connor, tomó el mando en el desierto occidental egipcio con instrucciones de hacer retroceder a los italianos desde sus posiciones fronterizas y dominar la retaguardia si empezaba la guerra. La 7.ª División Blindada, menos la 7.ª Brigada Blindada, se reunió en Marsa Matruh y envió al 7.º Grupo de Apoyo hacia la frontera como fuerza de cobertura. La Real Fuerza Aérea británica envió también hacia la frontera a sus bombarderos. Malta también se reforzó.
El cuartel general de la 6.ª División de Infantería, que carecía de unidades completamente entrenadas, fue renombrado como Fuerza del Desierto Occidental el 17 de junio de 1940. En Túnez los franceses tenían ocho divisiones, capaces tan solo de operaciones limitadas, y en Siria tenían solamente tres divisiones pobremente armadas y poco entrenadas con 40 000 personas entre tropa y guardias fronterizos, ocupados en asuntos contra la población civil. Las fuerzas terrestres y aéreas italianas en Libia superaban ampliamente a las británicas en Egipto pero tenían peor equipamiento. En el África Oriental Italiana había otros 130 000 soldados italianos y tropas africanas con 400 cañones, 200 tanques ligeros y 20 000 camiones.

## El terreno

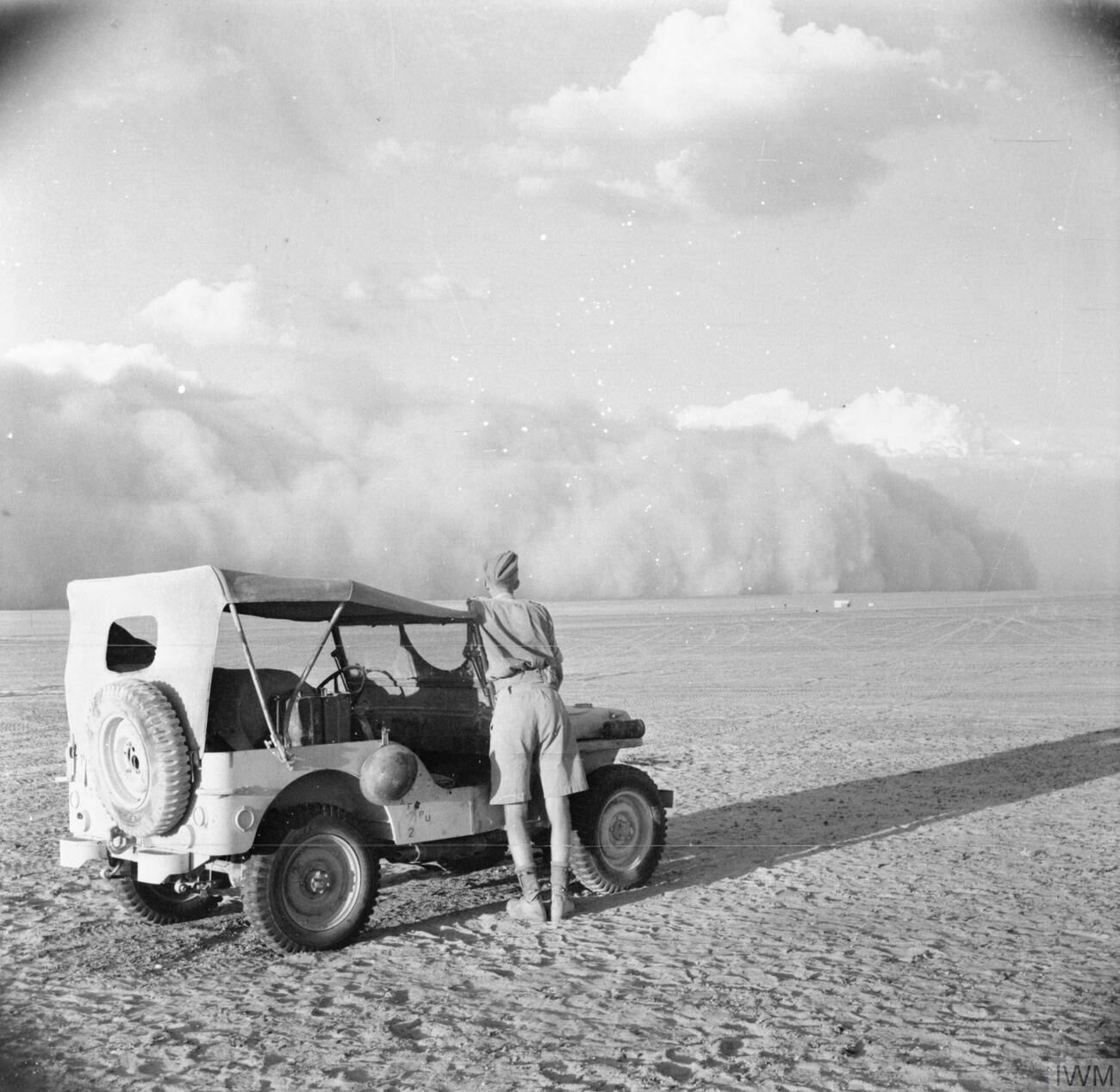
Ghibli se acerca

La mayor parte de la campaña se luchó en un área de 390 km de anchura desde Marsa Matruh, en la costa egipcia, a Gazala, en la costa libia, a lo largo de la ruta conocida como Via Balbia, que era la única carretera pavimentada. Para los británicos, el Desierto Occidental (en inglés Western Desert) se aplicaba al desierto egipcio al oeste del Nilo pero luego vino a definir el área el conflicto, incluyendo la Cirenaica libia. Desde la costa, una llanura elevada y plana de desierto pedregoso se extiende tierra adentro, a unos 150 m sobre el nivel del mar, y abarca entre 200 y 300 km hacia el sur hasta el borde del Mar de Arena. Los enclaves más meridionales de esta campaña fueron Giarabub y Siwa. En la región abundaban los escorpiones, las víboras y las moscas. Esta estaba habitada por un pequeño número de nómadas beduinos.
Los senderos beduinos unían los pozos y el terreno más fácil de atravesar; la orientación se hacía con el sol, las estrellas, la brújula y el "sentido del desierto", que consistía en una buena percepción del entorno adquirida por la experiencia. Cuando las tropas italianas avanzaron hacia Egipto en septiembre de 1940 el Grupo Maletti se perdió al salir de Sidi Omar, desapareció y tuvo que ser encontrado por avión. En primavera y verano los días son terriblemente calurosos y las noches muy frías. El siroco, un viento caliente del desierto, arrastra nubes de arena fina que reducen la visibilidad a unos pocos metros y afectan a los ojos, los pulmones, la maquinaria, los alimentos y los equipos. Los vehículos a motor y los aviones necesitan filtros de aceite especiales y, debido al terreno árido, los suministros para las operaciones militares deben transportarse desde el exterior. Los motores alemanes tendían a sobrecalentarse y la vida útil de los motores de sus tanques cayó de un rango de 2300-2600 km a un rango de 480-1450 km. Este problema empeoró por la falta de repuestos estandarizados para los tipos de motores alemanes e italianos.

## Los suministros

### El Eje

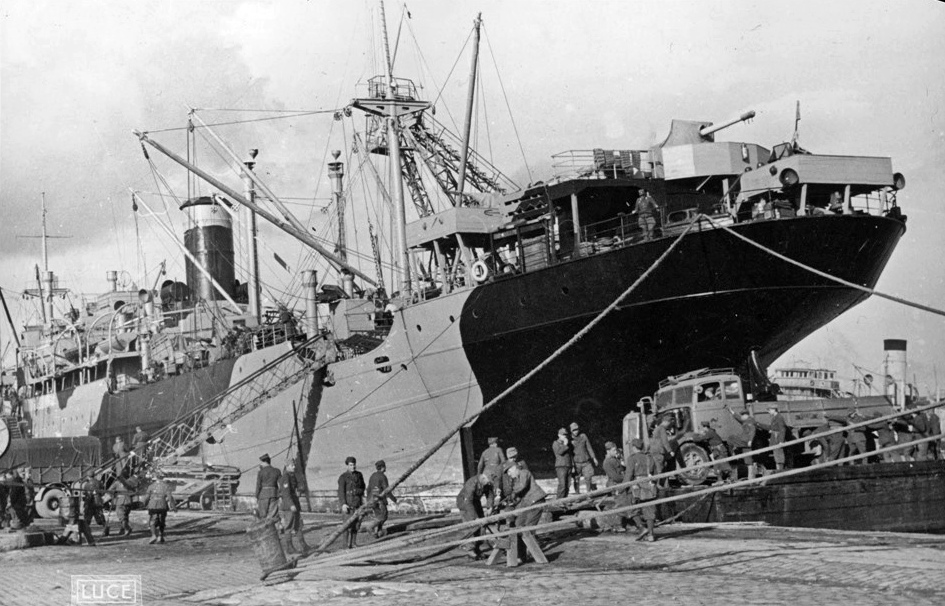
Se descargan vehículos de un buque de carga italiano en Túnez.

Para evitar la interferencia con los aviones, barcos y submarinos británicos con base en Malta los suministros italianos se dirigían unos 970 km al oeste alrededor de Sicilia, luego se acercaban a la costa por Túnez y seguían hacia Libia. El 80% de los suministros eran enviados al puerto de Trípoli, porque el resto de puertos libios no tenían capacidad para absorber más tráfico. Una vez en África, los suministros podían transportarse a grandes distancias por tierra o en pequeños envíos por barco. La distancia de Trípoli a Bengasi es de aproximadamente 1 050 km y a El Alamein es de 2 300 km. Cuando Italia declaró la guerra un tercio de su marina mercante estaba en puertos controlados por los británicos y fue internada. En septiembre de 1942 la mitad del resto de los barcos de la marina mercante italiana habían sido hundidos, aunque buena parte fue reemplazada por nuevas construcciones navales y transferencia de barcos alemanes. Entre junio de 1940 y mayo de 1943 el 16% de los envíos de suministro italianos fueron hundidos.
Tobruk fue puesto en uso en junio de 1942 pero los bombardeos aliados y su larga ruta de aproximación hicieron que los esfuerzos para enviar suministros a este lugar se abandonasen en agosto. Los alemanes asumieron que la máxima distancia en la que un ejército motorizado podía operar desde su base era de 200 km. Un tercio de los camiones del Eje quedaron inservibles y entre un 35 y un 50% del combustible transportado era consumido durante el envío al frente. La escasez de combustible en Italia, el pequeño tamaño de los puertos en Libia y la necesidad de satisfacer la demanda civil requirieron el envío ineficiente de un gran número de pequeños convoyes. El Alto Mando del Ejército alemán (Oberkommando des Heeres) llegó a la conclusión de que las fuerzas alemanas en Libia no podrían ser abastecidas para una ofensiva decisiva a menos que las fuerzas italianas fueran retiradas a Italia, lo cual era políticamente imposible.

### Británicos

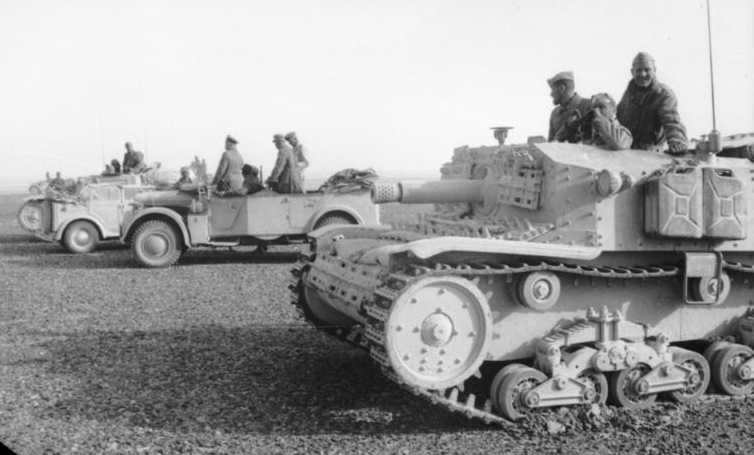
Cañón de asalto autopropulsado italiano Semovente 75/18

La posición geográfica de Italia le permitía cerrar el Mediterráneo en caso de guerra y obligar a la Flota del Mediterráneo británica con base en Egipto a depender del Canal de Suez. En 1939, Wavell empezó a planificar una base en Oriente Medio para apoyar a unas quince divisiones (300 000 hombres), seis en Egipto, tres en Palestina y el resto más lejos. Muchos de los suministros que necesitaban los británicos se importaban de las colonias y el resto se obtenía localmente estimulando la producción. El plan para una guarnición de 9 divisiones en Egipto y Palestina se cambió a catorce divisiones en junio de 1941 y luego a 23 en marzo de 1942. Desde que los italianos declararon la guerra en 1940 hasta 1943, los barcos mercantes que salían del Reino Unido tenían que navegar por Atlántico hacia el sur hasta el cabo de Buena Esperanza y luego ir al norte hasta Egipto. El Centro de Suministros de Oriente Medio operó en Egipto, Palestina y Siria para coordinar las importaciones y crear sustitutos locales de las raciones civiles y promover la eficiencia agrícola. En marzo de 1943, este centro había sustituido alrededor de 100 entregas de barcos de clase Liberty en importaciones por una mayor producción local de patatas, aceite de cocina, productos lácteos y pescado. Los arreos de ganado desde Sudán evitaron la necesidad de envíos refrigerados.
En 1940 los militares británicos tenían una base en la terminal del ferrocarril estatal egipcio, en la carretera y en el puerto de Marsa Matruh, 320 km al oeste de Alejandría. Se inició la construcción de una tubería de agua a lo largo del ferrocarril y los británicos estudiaron las fuentes de agua. Se cavaron pozos, pero la mayoría se llenaron con agua salada; en 1939 las principales fuentes de agua dulce eran los acueductos romanos de Marsa Matruh y Maaten Baggush. Los barcos cisterna procedentes de Alejandría y una planta de destilación en Matruh aumentaron el suministro, pero hubo que imponer un racionamiento riguroso y mucha agua tuvo que trasladarse por tierra a las zonas periféricas. En 1939 no había suficientes vehículos disponibles y los camiones se desviaron para proporcionar a la División Blindada una mejor conexión trasera. Sólo los vehículos aptos para el desierto podían correr el riesgo de atravesar el país. Los tanques eran incapaces de moverse lejos de Matruh, que estaba a 190 kilómetros al este de la frontera con Libia. Desde la frontera no había agua en Sollum ni en otros 80 kilómetros al este de Sollum hasta Sidi Barrani, que debían recorrerse lo largo de una carretera en muy malas condiciones, lo que complicaba la llegada de un invasor a la fuerza británica principal. En septiembre de 1940 el Batallón Ferroviario de Nueva Zelanda y trabajadores indios empezaron a trabajar en una red ferroviaria costera que alcanzó Sidi Barrani en octubre de 1941 y Tobruk en diciembre de 1942, 640 km al oeste de El Alamein, y que sirvió para llevar 4 267 t de agua al día.

## Escaramuzas fronterizas

Mapa del África colonial en 1939, antes de iniciarse la Segunda Guerra Mundial.

El 11 de junio de 1940 comenzaron las hostilidades. Se ordenó a las tropas británicas controlar la frontera y que aislasen Giarabub. Cruzaron a Libia aquella noche, intercambiaron fuego con las tropas italianas en Sidi Omar y descubrieron que algunos italianos no sabían que Italia había declarado la guerra. El 14 de junio, los británicos capturaron el Fuerte Capuzzo y el Fuerte Maddalena, tomando 220 prisioneros. Dos días después, los británicos atacaron un convoy que iba por la carretera de Toburk a Bardia, matando a 21 soldados italianos y tomando 88 prisioneros entre los que estaba el general de brigada Romolo Lastrucci, el ingeniero jefe del 10.º Ejército. En un enfrentamiento cerca de la alambrada fronteriza en Nezuet Ghirba, una fuerza mixta de tanques, artillería e infantería motorizada británica derrotó a una fuerza italiana de 17 tanques ligeros, cuatro cañones y 400 soldados de infantería.
Los británicos patrullaron el área fronteriza hasta Tobruk, estableciendo una posición dominante sobre el 10.º Ejército. El 5 de agosto, 30 tanques italianos se enfrentaron con el regimiento 8.º de Húsares Irlandeses Reales en una acción no concluyente y Wavell concluyó que el desgaste de los vehículos hacía poco práctico continuar las operaciones cuando se avecinaba una ofensiva italiana. La arena desgastó rápidamente los equipos, acortando la vida útil de los tanques. Se agotaron las piezas de repuesto y sólo se pudo mantener operativa la mitad de la fuerza de tanques. Llegó una calma entre agosto y comienzos de septiembre mientras tenía lugar la Operación Hats. Esta fue una operación naval que reforzó la Flota del Mediterráneo británica y ayudó a traer un convoy militar de tanques y tripulación a través de la ruta que pasaba por el cabo de Buena Esperanza. Los británicos dijeron que habían infligido 3 500 bajas y que habían tenido unas pérdidas de 150 hombres entre el 11 de junio y el 9 de septiembre. Los dos bandos establecieron grupos de reconocimiento, el británico Long Range Desert Group y la italiana Compagnie Auto-Avio-Sahariane, que exploraron el desierto observando las disposiciones del adversario.

## Operación E

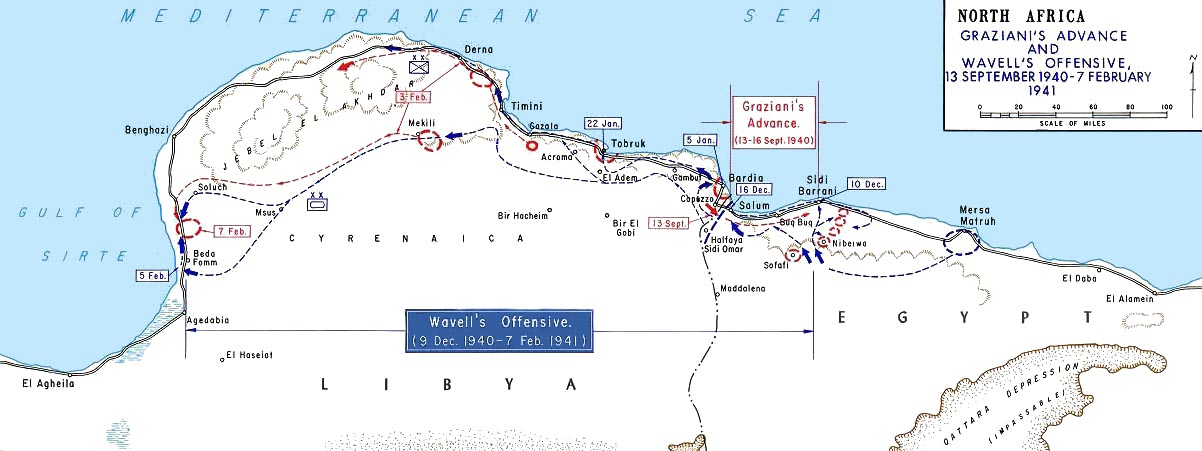
Operaciones militares: 13 de septiembre de 1940 – 7 de febrero de 1941

Mussolini no tenía planes para invadir Egipto y su intención era mantenerse a la defensiva en Libia. Tras el armisticio de Francia del 22 de junio de 1940 el 5.º Ejército pudo enviar refuerzos al este. El 7 de agosto Mussolini ordenó invadir Egipto y establecer una conexión por tierra entre Libia y el África Oriental Italiana. En agosto vino la calma a la frontera entre Libia y Egipto. La mayoría de las unidades blindadas británicas se habían retirado a Marsa Matruh para no perder la capacidad de proteger ese puerto. El 7.º Grupo de Apoyo británico estableció puestos de observación entre Sollum y el Fuerte Maddalena, preparados para retrasar una ofensiva italiana y los Húsares se adentraron en Libia para explorarla.
Las divisiones libias carecían del transporte necesario para operar con el Grupo Maletti, que tenía un batallón de tanques mediano, dos mixtos y cuatro ligeros que fueron desplegados por la carretera del litoral. El 9 de septiembre el Grupo Maletti se perdió camino a Sidi Omar y Rodolfo Graziani canceló un movimiento de flanqueo y se concentró en la carretera de la costa, con cinco divisiones y el Grupo Maletti; la 4.ª División CC.NN. "3 Gennaio" (camisas negras) y la 64.ª División de Infantería "Catanzaro" se mantuvieron en Tobruk. La 5.ª Escuadra, una unidad aérea mixta con unos 300 aviones en servicio, equipamiento de aeródromos y transporte se mantuvo alerta para apoyar el avance y ocupar aeródromos.
La invasión italiana de Egipto del 13 al 18 de septiembre comenzó como una operación táctica limitada hacia Marsa Matruh. Musaid fue sometida a un bombardeo de artillería y luego ocupada. La 1.ª División Libia tomó Sollum y el aeródromo. La 2.ª División Libia, la 63.ª División de Infantería "Cirene", el Grupo Maletti desde Musaid y la 62.ª División de Infantería "Marmarica" desde Sidi Omar vencieron a los grupos de hostigamiento británicos y convergieron en el Paso de Halfaya.
Los británicos se retiraron más allá de Buq Buq el 14 de septiembre y continuaron hostigando a los italianos durante su avance. Regresaron a Alam Hamid al día siguiente y a Alam el Dab el 16 de septiembre. Una fuerza italiana de cincuenta tanques intentó un movimiento de flanqueo por lo que la retaguardia británica se retiró al este de Sidi Barrani, que estaba ocupada por la  1.ª División CC.NN. "23 de Marzo" (camisas negras) y Rodolfo Graziani detuvo el avance. Los británicos reanudaron la observación y la 7.ª División Blindada se preparó para resistir un ataque a Marsa Matruh. A pesar de la presión de Mussolini, los italianos se atrincheraron alrededor de Sidi Barrani y Sofafi, unos 130 km al oeste de las defensas británicas de Marsa Matruh, reparando carreteras destruidas por los británicos, limpiando pozos e iniciando un acueducto desde la frontera, acumulando suministros para reanudar el avance a mediados de diciembre. Egipto rompió relaciones diplomáticas con el Eje y los aviones italianos bombardearon El Cairo el 19 de octubre.
Las operaciones navales y aéreas británicas para hostigar al ejército italiano continuaron y causaron daños que, según los prisioneros, bajaron la moral. Las patrullas de vehículos blindados dominaban la tierra despoblada pero la falta de zonas de aterrizaje redujo la eficacia de la Real Fuerza Aérea británica y Malta estaba fuera de su alcance. La Operación Compass, un contraataque británico ante un avance italiano en Matruh, planeaba destruir las fuerzas italianas y la mayor parte de la Fuerza del Despierto Occidental se trasladó al puerto. Una compañía adicional de vehículos blindados se unió a las operaciones de reconocimiento muy por detrás de la línea del frente. La Fuerza del Desierto Occidental había sido reforzada con un nuevo regimiento de tanques Matilda II. En lugar de esperar a los italianos, los británicos comenzaron después de aproximadamente un mes a preparar una incursión de 4 a 5 días de duración contra el grupo central de los campamentos italianos y luego contra Sofafi.

## Operación Compass

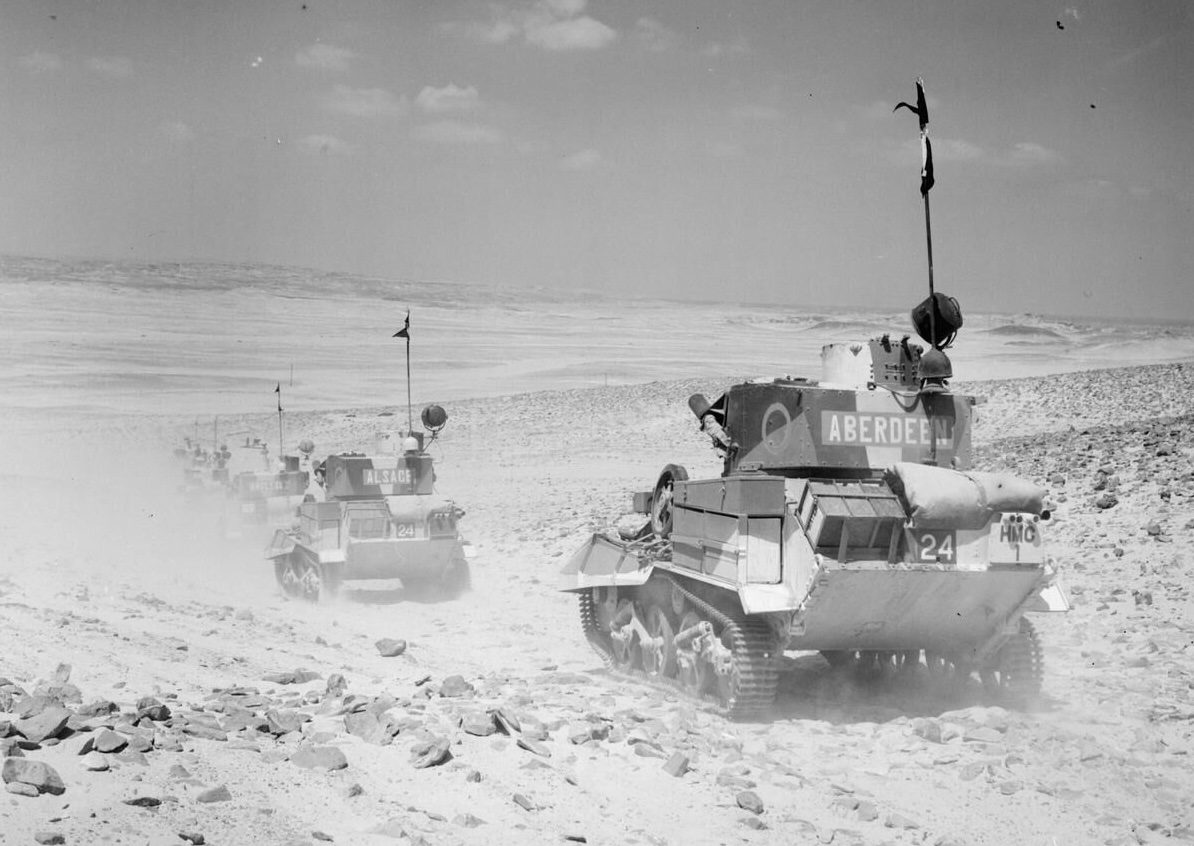
Los tanques ligeros británicos Mk VI cruzan el desierto en 1940.

En diciembre de 1940 el 10.º Ejército en Egipto había sido reforzado por la 1.ª y la 2.ª divisiones libias y con la 4.ª división de camisas negras en los campamentos fortificados desde Sidi Barrani hasta los Tummar (este y oeste) y Maktila. El Grupo Maletti tenía su base en Nibeiwa, la 63.ª División de Infantería Cirene tenía sus bases en Rabia y Sofafi, la 62.ª División de Infantería Marmárica estaba en la escarpada desde Sofafi hasta el Paso de Halfaya y la 64.ª División de Infantería Catanzaro estaba el este de Buq Buq, detrás de la brecha Nibeiwa-Rabia, apoyado por unos 500 aviones de la 5.ª Escuadra (con el general Felip Porro). La Real Fuerza Aérea Británica atacó los aeródromos el 7 de diciembre y destruyó 39 aviones que se encontraban en tierra. La Operación Compass (la batalla de Marmárica o batalla de los Campos) empezó cuando la Fuerza Selby avanzó desde Matruh para aislar Maktila el 9 de diciembre. La 4.ª División India y el 7.º Regimiento de Tanques Reales atacaron Nibeiwa, tras lo cual se movieron a Tummar Oeste, que también cayó. Se rechazó un contraataque desde Tummar Este y aquel campo cayó al día siguiente.

### Batalla de Sidi Barrani
La 7.ª División Blindada británica al oeste impidió el refuerzo de Sidi Barrani. El 10 de diciembre los británicos cortaron la carretera de la costa y la 7.ª División Blindada barrió los alrededores de Buq Buq, tomando muchos prisioneros. El 11 de diciembre, los italianos fueron derrotados en Sidi Barrani; Rabia y Sofafi fueron abandonadas y la 7.ª División Blindada emprendió una persecución lo largo de la costa y la escarpa. A última hora del 14 de diciembre, el 11.º de Húsares cortó la Vía Balbia entre Tobruk y Bardia, capturó Sidi Omar el 16 de diciembre y obligó a los italianos a retirarse de Sollum y Fuerte Capuzzo a Bardia, dejando guarniciones en el Oasis de Siwa y Giarabub en el sur. Del 9 al 11 de diciembre, los británicos tomaron 38 300 prisioneros, 237 cañones, 73 tanques y unos 1 000 vehículos, provocando 624 bajas.

### Batalla de Bardia

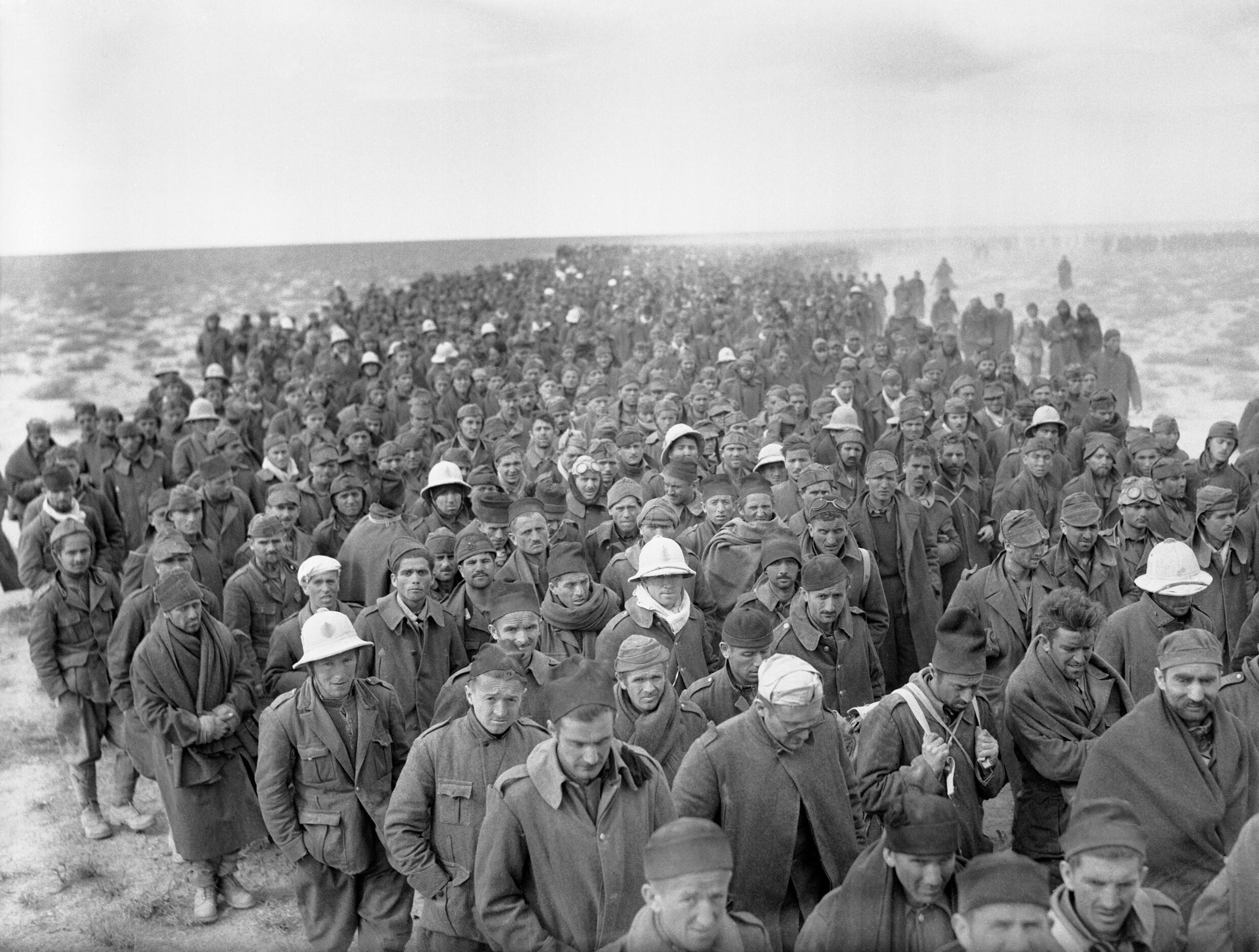
Soldados italianos capturados durante la batalla de Bardia

Bardia cayó entre el 14 de diciembre de 1940 y el 5 de enero de 1941; los británicos sufrieron 456 bajas australianas y perdieron 17 de 23 tanques. Provocaron 40 000 bajas italianas entre caídos y prisioneros y se hicieron con más de 400 cañones, 130 tanques y cientos de camiones. El 21 de enero la infantería australiana entró en Tobruk y abrió paso a 18 tanques British I. Los australianos presionaron a los italianos y habían capturado la mitad de las defensas de Tobruk al caer la noche. Los australianos hicieron 25 000 prisioneros y capturaron 208 cañones y 87 tanques, produciéndose 355 muertos australianos y 45 británicos. La 7.ª División Blindada condujo 160 km hacia Derna y el Grupo Babini (Brigata Corazzata Speciale, BCS, bajo el mando de Valentino Babini), con 300 tanques, fue a Mechili. La BCS se escabulló y, desde el 26 al 28 de enero, los tanques británicos se atascaron durante una fuerte lluvia; Derna fue abandonada al día siguiente. La 7.ª División Blindada envió la Combeforce, una columna con una rápida movilidad, a Beda Fomm y cortó el paso al 10.º Ejército.

### Toma británica de Tobruk
La madrugada del 21 de enero de 1941 el HMS Terror de la Marina Real británica y tres barcos de menor tamaño bombardearon el enclave costero de Tobruk. Había destructores para evitar que el crucero italiano San Giorgio escapase. También hubo bombardeos de aviones Wellington de la Real Fuerza Aérea británica. Los ataques continuaron durante el día. Tobruk fue asaltada por tropas australianas y el almirante Massimiliano Vietina ordenó la voladura del polvorín del San Giorgio la madrugada del 22 de enero para que no cayera en manos británicas. La plaza fue tomada por completo a las 4 de la tarde del 22 de enero.

### Batalla de Beda Fomm
A finales de enero de 1941 los británicos supieron que los italianos estaban evacuando Cirenaica a través de la Vía Balbia desde Bengasi. La 7.ª División Blindada, comandada por el mayor general sir Michael O'Moore Creagh, fue despachada para interceptar los remanentes del 10.º Ejército atravesando el desierto al sur de Jebel Akhdar vía Msus y Antelat. La 6.ª División Australiana persiguió a los italianos a lo largo de la carretera del litoral al norte de Jebel Akhdar. El terreno era difícil para los tanques británicos y la Combeforce (con el teniente coronel John Combe), una columna que se movía rápidamente con vehículos de ruedas, fue enviada en cabeza.
El 5 de febrero, la Combeforce llegó por la Vía Balbia al sur de Bengasi e instalaron barricadas al sur de Sidi Saleh, 32 km al norte de Ajedabia y 48 al suroeste de Antelat. Una avanzadilla del 10.º Ejército llegó media hora después y encontró la Vía Balbia bloqueada. Al día siguiente, los italianos atacaron para romper el control de carretera y continuaron atacando hasta el 7 de febrero. Con la llegada de refuerzos británicos y con los australianos presionando por la carretera desde Bengasi, el 10.º Ejército se rindió. Desde Bengasi-Agedabia, los británicos tomaron 25 000 prisioneros, 107 tanques y 93 cañones de un total de 133 298 hombres, 420 tanques y 845 cañones de la Operación Compass.
El 9 de febrero Churchill ordenó parar el avance y despachó a tropas a la guerra greco-italiana, considerándose inminente la entrada de los alemanes por Macedonia. Los británicos eran incapaces de continuar hacia El Agheila de todas formas por las averías de los vehículos, el agotamiento y la dificultad de traer los suministros desde Egipto. Solo unos pocos miles de hombres del 10.º Ejército escaparon del desastre de Cirenaica pero el 5.º Ejército tenía cuatro divisiones en Tripolitania. Las plazas fuertes de Sirte, Tmed Hassan y Buerat fueron reforzadas desde Italia, quedando el 10.º y el 5.º Ejércitos con más de 150 000 hombres.

## Operation Sonnenblume

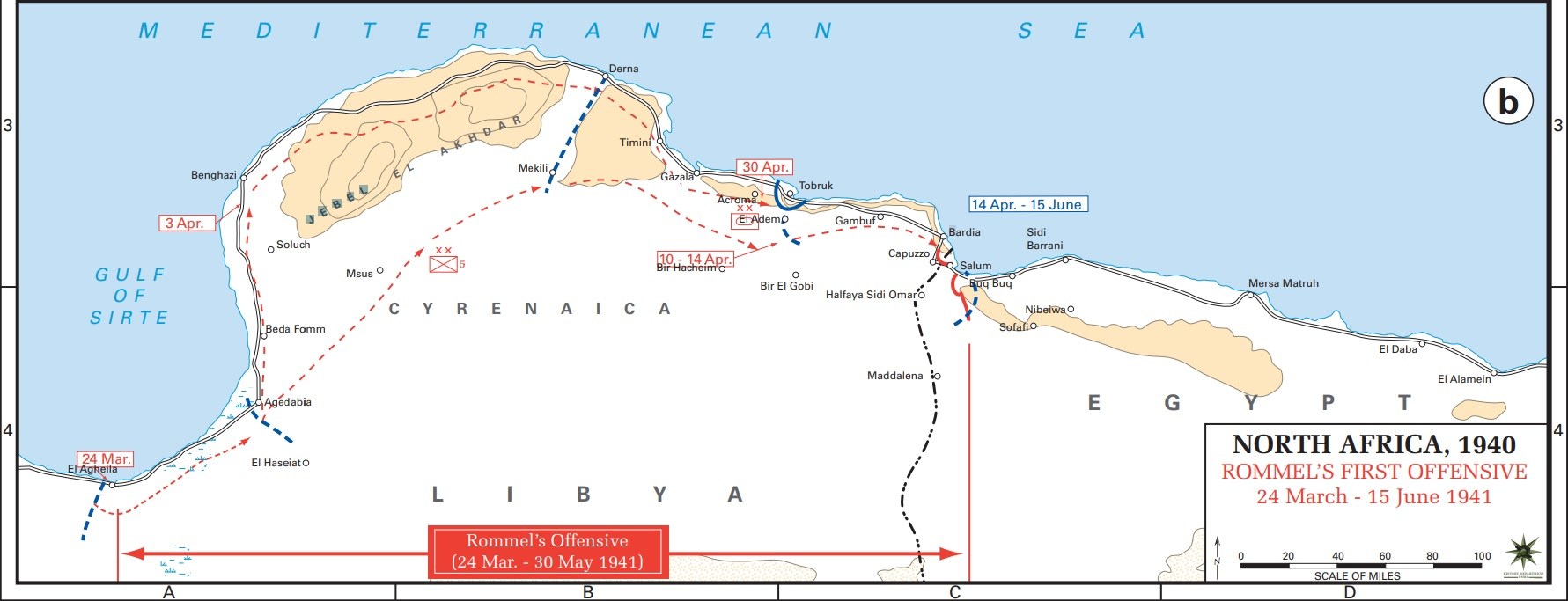
Operación Sonnenblume: 24 de marzo - 15 de junio de 1941

Los alemanes enviaron refuerzos a Libia para formar un destacamento de bloqueo (Sperrverband) con la Directiva 22 del 11 de enero. Estas fueron las primeras unidades del Deutsches Afrika Korps (DAK) del teniente general (Generalleutnant) Erwin Rommel.Las fuerzas del Eje atacaron y derrotaron rápidamente a los británicos en El Agheila el 24 de marzo y en Mersa el Brega el 31 de marzo. El 15 de abril empujaron a los británicos de regreso a la frontera en Sollum y sitiaron Tobruk. El teniente general Philip Neame (comandante del Comando HQ Cyrenaica), O'Connor y el general de división Michael Gambier-Parry (comandante de la 2.ª División Blindada) fueron capturados. Las fuerzas británicas HQ para del Desierto Oriental pasaron a estar comandadas por el teniente general Noel Beresford-Peirse. Toda la 2.ª División Blindada británica fue destruida, con excepción de un grupo de brigadas blindadas que habían sido retiradas para la campaña griega. El Eje intentó varias veces tomar Tobruk sin éxito. La línea del frente se instaló en la frontera con Egipto.

## Sitio de Tobruk

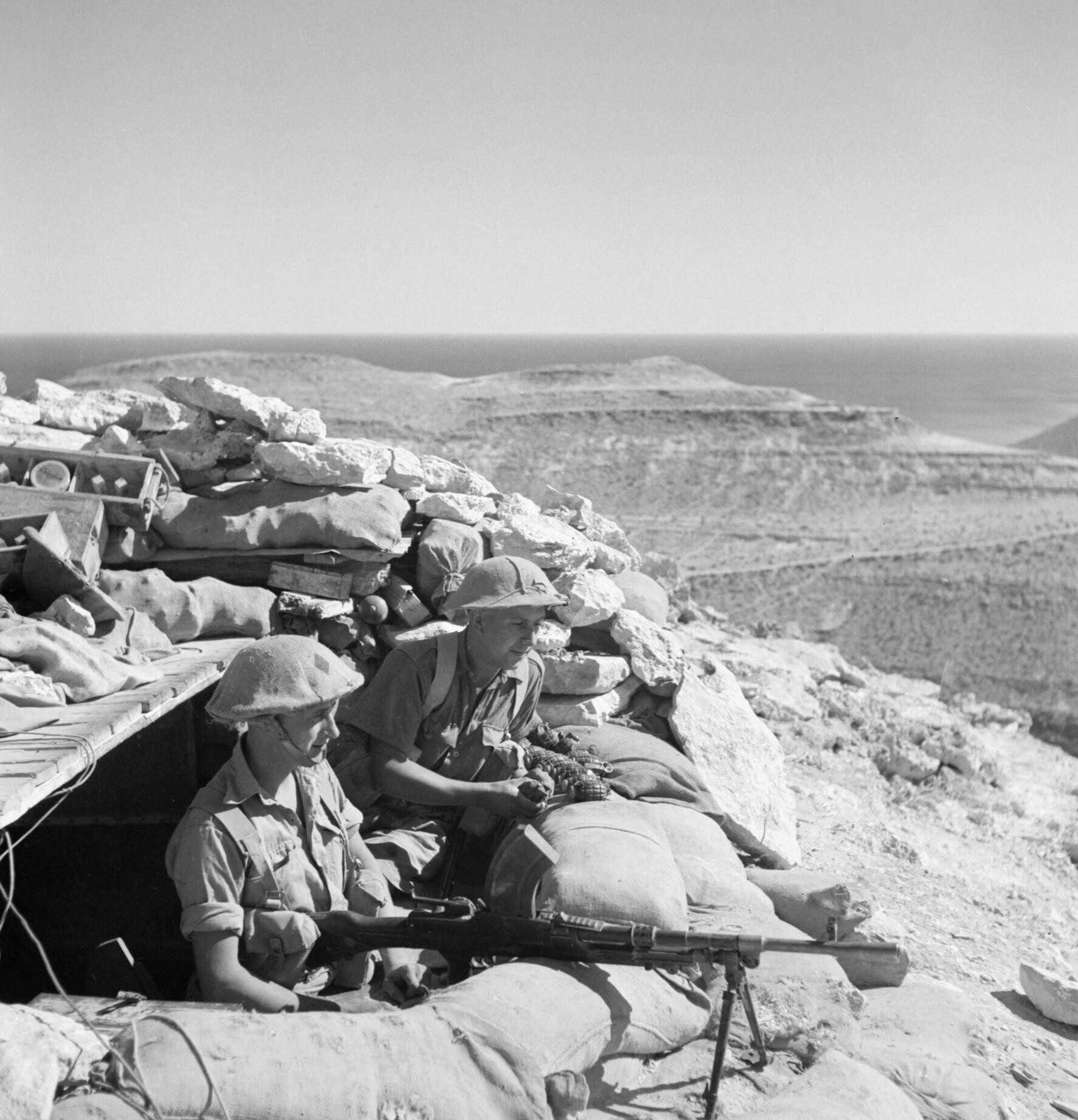
Tropas británicas en observación durante el asedio de Tobruk, agosto de 1941.

Tobruk estaba defendida por una fuerza de unos 25 000 soldados, bien abastecidos de suministros y vinculados a Egipto por la Marina Real británica. La guarnición tenía vehículos blindados y tanques italianos capturados que podían atacar los convoyes de suministro del Eje cuando pasaban por Tobruk hacia la frontera, evitando así que el Eje invadiera Egipto. Rommel intentó tomar el puerto, pero la 9.ª División Australiana al mando del general Leslie Morshead lo defendió resueltamente. Los italianos tardaron en proporcionar planos para las fortificaciones del puerto y varios ataques fueron rechazados. Después de tres semanas, Rommel suspendió los ataques y mantuvo la plaza sitiada. Las divisiones de infantería italianas tomaron posiciones alrededor de la fortaleza mientras que la mayor parte del Afrika Korps mantenía una posición móvil al sur y al este del puerto.

## Operación Tiger
La Operación Tiger logró traer desde Gibraltar y Malta británica a Alejandría el 12 de mayo de 1941 238 tanques para re-equipar la 7.ª División Blindada y 43 aviones, aunque perdieron un barco por el camino.

## Operación Brevity
La Operación Brevity tuvo lugar entre el 15 y el 16 de mayo de 1941 y fue una ofensiva limitada para desgastar al Eje y asegurar posiciones para una ofensiva general hacia Tobruk. Los británicos atacaron con un pequeño contingente de tanques de infantería en tres columnas (Desert, Centre y Coast). La columna Desert, con tanques de crucero, estaba para avanzar tierra adentro y destruir los tanques que encontrase en su ruta hacia Sidi Aziz. La columna Centre estaba para capturar la cima del Paso de Halfaya, Bir Wair y Musaid, y luego para presionar hacia el Fuerte Capuzzo. La columna Coast estaba para tomar Sollum y el pie del Paso de Halfaya. Sollum, el Paso de Halfaya y Fuerte Capuzzo fueron tomados pero luego el fuerte se perdió en un contraataque. Un contraataque alemán del 16 de mayo amenazó la fuerza en la cima del paso y se ordenó la retirada, cubierta por la columna Desert. Los alemanes tomaron de nuevo Musaid y un general británico comenzó la retirada hasta una línea que iba de Sidi Omar a Sidi Suleiman y Sollum, dejando solamente el Paso de Halfaya en manos británicas. La Operación Brevity no logró alcanzar la mayoría de sus objetivos y solamente obtuvo brevemente el Paso de Halfaya. Los británicos sufrieron 206 bajas. Cinco tanques fueron destruidos y 13 dañados. Los alemanes tuvieron 258 bajas, tres tanques destruidos y varios daños. Las bajas italianas fueron de 395, de las cuales 347 fueron capturados.

## Operación Skorpion
Durante la tarde del 26 de mayo, el Kampfgruppe von Herff al mando del coronel Maximilian von Herff, compuesto por tres batallones panzer, se reunió en la costa al pie del Paso de Halfaya y atacó a la mañana siguiente, con la intención de engañar a los británicos para que se retiraran. El paso fue defendido por el 3.º Coldstream Guards del teniente coronel Moubray y por unidades de apoyo, pero el farol se convirtió en un auténtico ataque y se aseguró una posición de mando, dejando a los británicos en peligro de ser rodeados. El brigadier William Gott autorizó una retirada y Moubray libró al batallón. No había refuerzos cerca y Gott ordenó una retirada del paso, que las fuerzas del Eje volvieron a ocupar. Las posiciones italo-alemanas de la frontera fueron fortificadas con alambre de espinos y campos minados y se colocaron cañones antitanque de 50 mm y 88 mm. Detrás de las nuevas defensas, el Eje empezó a acumular suministros y a recibir a la 15.ª División Panzer, que empezó a llegar el 20 de mayo.

## Operación Battleaxe

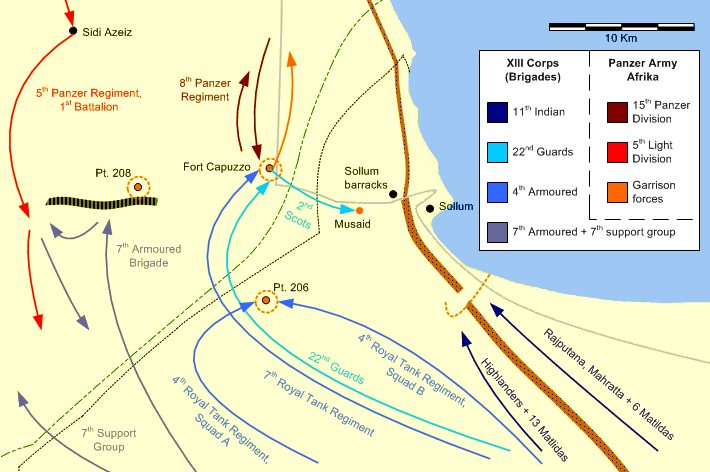
Operación Battleaxe (Día 1)

La Operación Battleaxe tuvo lugar en entre el 15 y el 17 de junio de 1941. Intentó levantar el sitio de Tobruk y recuperar el este de Cirenaica. El ataque iba a ser conducido por la 7.ª División Blindada y una fuerza compuesta de infantería con base en el cuartel general de la 4.ª División India, con dos brigadas. La infantería debía atacar en el área de Bardia, Sollum, Halfaya y Capuzzo con los tanques vigilando el flanco sur. Por primera vez en la guerra, una gran fuerzo alemana lucharía a la defensiva. El ataque al Paso de Halfaya falló, el Punto 206 fue capturado y solo tres ataques en Hafid Ridge lograron algún éxito.  El 15 de junio solo quedaban 48 tanques británicos operativos. El 16 de junio un contraataque alemán forzó a los británicos a retirarse al flanco occidental. Los británicos tenían 21 tanques de crucero y 17 tanques de infantería.
El 17 de junio, los británicos evadieron por poco el cerco de dos regimientos panzer y pusieron fin a la operación. Los alemanes no lograron convertir su éxito defensivo en una victoria aniquiladora. La inteligencia había proporcionado al Eje detalles de los movimientos británicos, pero la Real Fuerza Aérea británica avistó los contraataques alemanes y los ralentizó lo suficiente como para ayudar a las fuerzas terrestres a escapar. Los británicos tuvieron 969 bajas y perdieron 27 tanques cruceros y 64 tanques I. La Real Fuerza Aérea británica perdió 36 aviones. Las pérdidas alemanas fueron de 678 hombres y se desconocen las pérdidas italianas, además de doce tanques y diez aviones perdidos. El fracaso británico provocó el despido de Wavell, comandante del XIII Cuerpo, del teniente general Noel Beresford-Peirse y de Creagh, el comandante de la 7.ª División Blindada. El general Claude Auchinleck asumió el cargo de comandante en jefe del XIII Cuerpo. En septiembre, el Cuerpo XIII y el Cuerpo XXX formaron el Octavo Ejército, al mando del teniente general teniente general Alan Cunningham.

## Operación Crusader

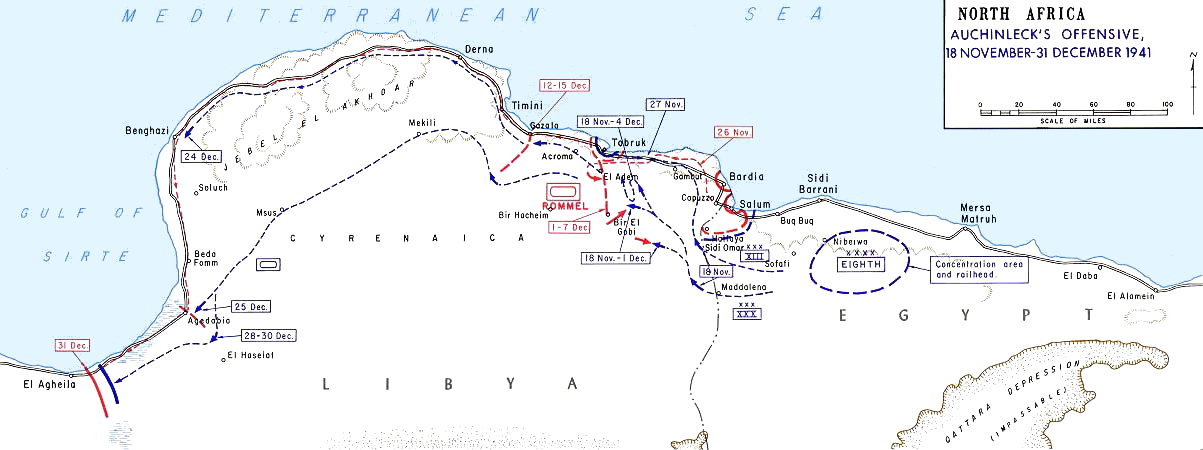
Operación Crusader: 18 de noviembre – 31 de diciembre de 1941

El 18 de noviembre los blindados británicos avanzaron desde Bir el Gubi hasta Sidi Omar, en dirección a Tobruk. Cuando Rommel se dio cuenta, envió a la 21.ª División Panzer contra la punta de lanza del avance enemigo en la zona de Gabr Saleh, donde estaba la 4.ª Brigada Blindada. La 132.ª División Blindada "Ariete" italiana resistió con éxito ante la 22.ª Brigada Blindada británica en Bir el Gubi.
El 20 de noviembre la 15.ª División Panzer bloqueó el avance de los carros ligeros británicos de la 4.ª Brigada Blindada. El 21 de noviembre el Afrika Korps se agrupó y recibió la orden de avanzar hacia Sidi Rezegh para detener la 7.ª Brigada Blindada, que estaba luchando contra la 90.ª División Ligera alemana y divisiones de infantería italiana que mantenían asediado Tobruk. El 22 de noviembre los alemanes e italianos habían logrado detener el intento de romper el cerco de Tobruk.
La 15.ª División Panzer (comandada por Ludwig Crüwell) logró conquistar el cuartel general de la 4.ª Brigada Acorazada Británica, capturando su depósito de camiones y 35 carros ligeros Stuart. Luego Crüwell continuó con su división al sur para ayudar a las divisiones italianas Trieste y Ariete, que defendían sus posiciones. El 23 de noviembre la división de Crüwell y los italianos cayeron sobre dos brigadas blindadas británicas y dos sudafricanas, así como un grupo de apoyo británico, destrozándolos.
El 26 de noviembre Auchinleck destituyó a Cunningham y lo sustiyó por Ritchie.
La 15.ª División Panzer marchó luego contra la infantería india atrincherada en Sidi Omar y la 21.ª División Panzer fue contra Halfaya. Rommer y Crüwell se perdieron y, ante la falta de un mando alemán, los indios lograron derrotar a los alemanes en Sidi Omar acabando con la mitad de los carros de la 15.ª División Panzer. La 21.ª División Panzer se enredó en duros combates contra neozelandeses en Musaid.
El 26 de noviembre algunos carros del XXX Cuerpo lograron romper las líneas del Eje y contactar con la guarnición de Tobruk.
El 3 y el 4 de diciembre Rommel intentó llevar suministros a Bardia, sin éxito. El 4 de diciembre el Eje abandonó el perímetro oriental de Tobruk.
Las tropas indias que marchaban hacia El Adem fueron derrotadas por los alemanes el 5 de diciembre. Los 50 carros de combate que le quedaban al Afrika Korps se retiraron hacia Gazala y la 90.ª División Ligera se retiró hacia Agedabia.
El 15 de diciembre un movimiento envolvente de la 4.ª Brigada Acorazada contra el flanco italiano en la línea de Gazala provocó que Rommel decidiese retirarse a Agedabia.
Los británicos alcanzaron Bengasi el 25 de diciembre. El 26 de diciembre Crüwell atacó a la 22.ª Brigada Acorazada con 60 blindados, haciendo que los británicos perdieran 27 blindados perdiéndose solo 7 blindados alemanes. El 29 de diciembre volvieron a atacar perdiendo solo otros 7 blindados y haciendo a los británicos perder 23 más.
Las guarniciones de Bardia y del Paso de Halfaya quedaron aisladas y, en enero de 1942, el frente se estabilizó en las proximidades de El Agheila.
En esta etapa de combates los Aliados tuvieron 18 000 bajas y perdieron 287 carros de combate, mientras que las fuerzas del Eje perdieron 30 000 hombres y 300 carros.

## Operación Theseus

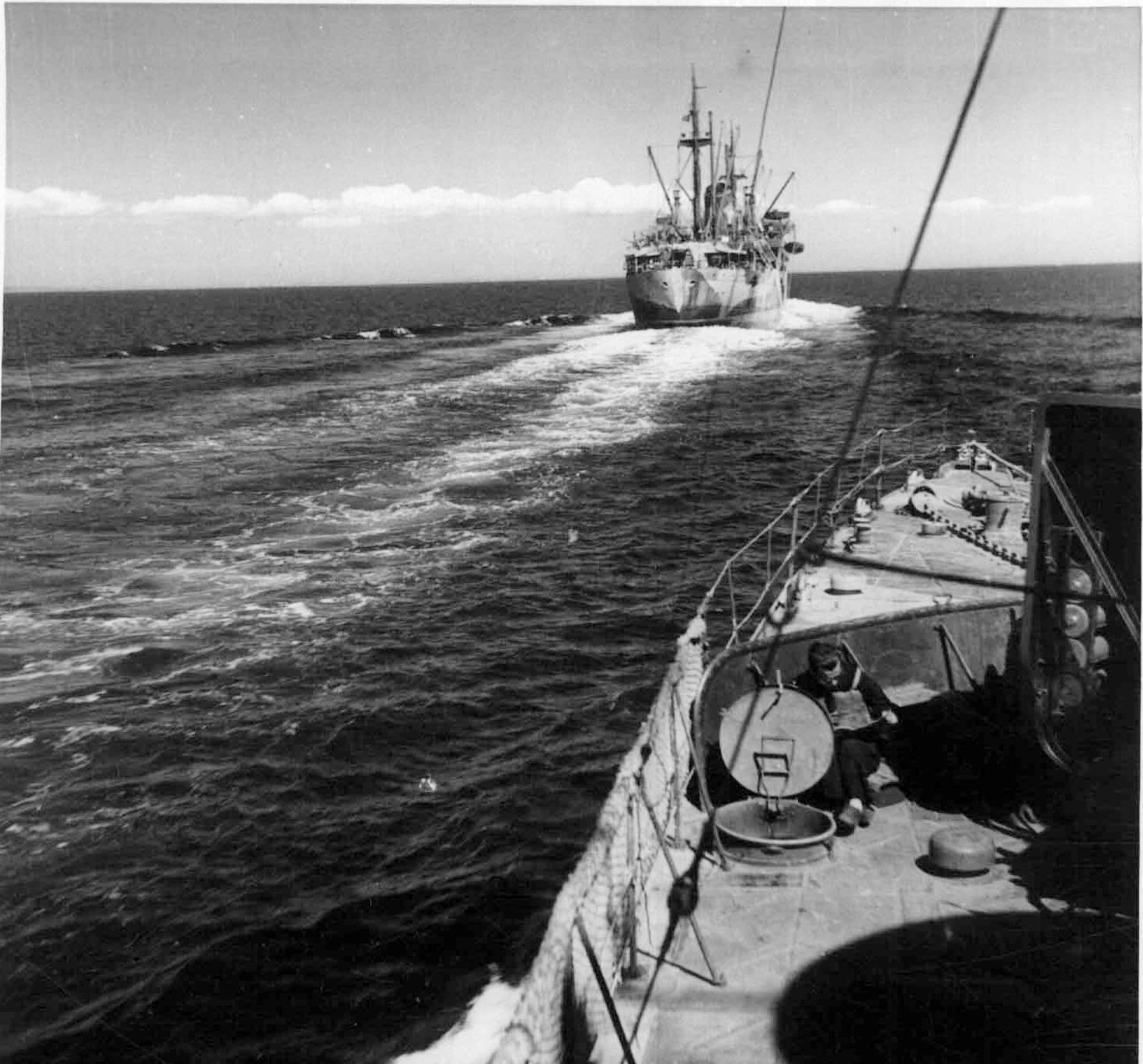
Convoy italiano navegando hacia el norte de África

El 12 de enero de 1942 la guarnición del Eje en el Paso de Halfaya se rindió a los británicos, perdiendo este la única posición que mantenían en Egipto.
Las fuerzas del Eje en África fueron reabastecidas y, a mediados de enero de 1942, Rommel disponía de 84 carros de combate y los italianos de 89. Contaban con el apoyo de 300 aviones. Esto, sumado a sus municiones y equipos, les permitía tener una cierta superioridad de medios sobre los británicos.
El 21 de enero comenzó la Operación Theseus. Unidades de la 21.ª División Panzer, que conformaron el Grupo Marcks, derrotaron a la 2.ª Brigada Blindada británica y la empujaron al este. En el norte de Cirenaica, el Eje tomó Bengasi el 29 de enero y Timini el 3 de febrero. En el interior de Libia, las unidades alemanas e italianas tomaron Mechili. El 6 de febrero, los británicos retrocedieron hasta la línea de Gazala, unas pocas millas al oeste de Tobruk. El comandante del XIII Cuerpo, el teniente general Alfred Reade Godwin-Austen, dimitió por diferencias con el comandante del Octavo Ejército, Neil Ritchie.

## Batalla de Gazala

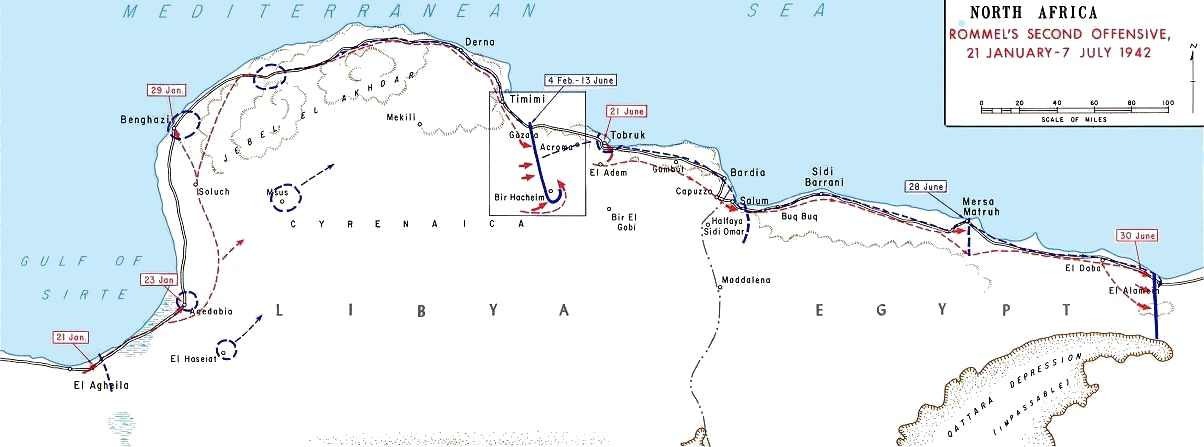
Mapa de la ofensiva de Rommel entre el 21 de enero y el 7 de julio de 1942.

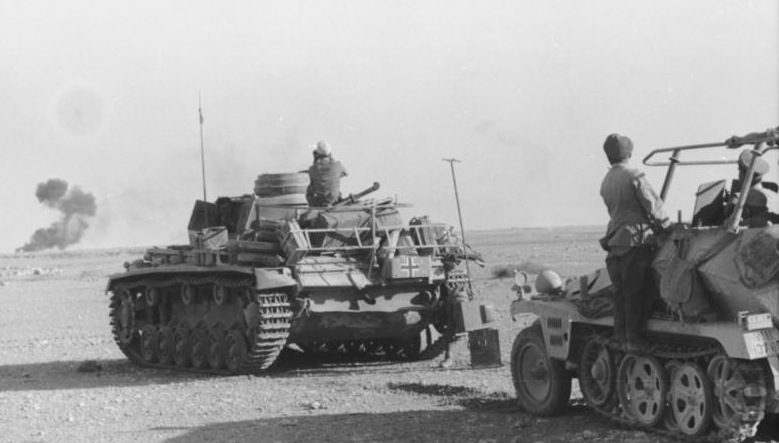
Panzer III y el vehículo de mando de Rommel durante la batalla de Gazala.

Los británicos planearon la Operación Buckshot para junio para destruir el Panzerarmee y recuperar Cirenaica, pero a principios de mayo las medidas defensivas en la frontera egipcia tuvieron prioridad, ya que un ataque del Eje se volvió inminente. La Operación Venezia, que tuvo lugar del 26 de mayo al 21 de junio de 1942, empezó cuando el Afrika Korps y los tanques italianos se dirigieron al sur, rodeando el flanco de la línea de Gazala, y fueron aislados por franceses libres y otras tropas aliadas en Bir Hakeim, los cuales interceptaron los convoyes de suministro del Eje.
Rommel se retiró a una posición colindante con los campos minados británicos y Ritchie ordenó la Operación Aberdeen, un contraataque para el 5 de junio. Al norte, la 32.ª Brigada de Tanques del Ejército británico perdió 50 de 70 tanques. La 7.ª División Blindada y la 5.ª División de Infantería de la India en el flanco oriental atacaron a las 2:50 a. m. y sufrieron un desastre cuando el bombardeo de artillería británica no alcanzó la pantalla antitanque alemana. La 22.ª Brigada Blindada perdió 60 de 156 tanques y se dio la vuelta, dejando varada a la 9.ª Brigada India. Un contraataque por la tarde de las divisiones Ariete y la 21.ª Panzer y un ataque de la 15.ª División Panzer al Knightsbridge Box (box era el término usado para una posición fortificada rodeada de minas y alambre de espinos) invadieron los cuarteles generales tácticos de las dos divisiones británicas y la 9.ª División India. La 10.ª Brigada de Infantería de la India y unidades más pequeñas se dispersaron y el mando se rompió. La 9.ª Brigada india, un regimiento de reconocimiento y cuatro regimientos de artillería se perdieron y los británicos huyeron de la línea de Gazala el 13 de junio con sólo 70 tanques operativos.

## Caída de Tobruk

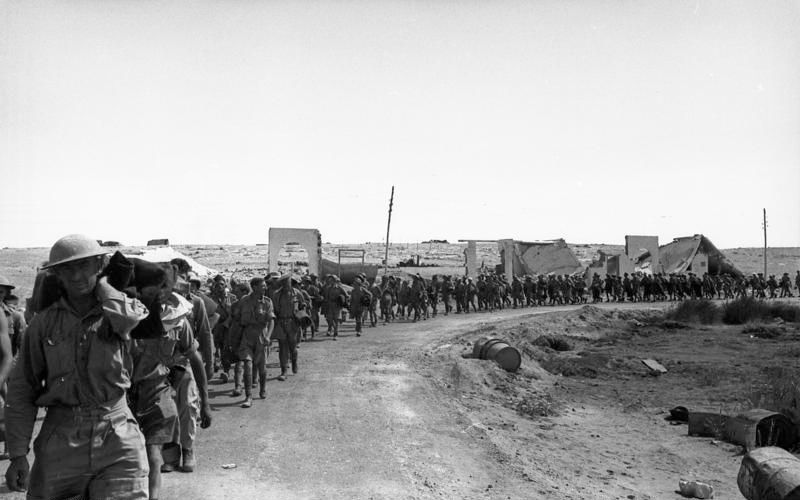
Prisioneros británicos en Tobruk, 1942.

Gott, teniente general y comandante del XIII Cuerpo, escogió al mayor general Hendrik Klopper para comandar la 2.ª División Sudafricana para defender Tobruk. Junto con dos brigadas sudafricanas, estaba la 201.ª Brigada de Guardias Motorizados, la 11.ª Brigada de Infantería India, la 32.ª Brigada de Tanques del Ejército y la 4.ª Brigada Antiaérea. Tobruk había sido sitiada durante nueve meses en 1941, pero esta vez la Marina Real británica no podía garantizar el suministro de la guarnición y Auchinleck consideraba a Tobruk prescindible, pero esperaba que pudiera resistir dos meses. El 21 de junio, 35 000 hombres del Octavo Ejército se rindieron ante el teniente general italiano Enea Navarini, comandante del XXI Cuerpo. Auchinleck relevó a Ritchie, se hizo con el control del Octavo Ejército y paró el avance del Eje en El Alamein, a 110 km de Alejandría; tras la primera batalla de El Alamein, Auchinleck también fue relevado del mando.

## Operación Herkules
Los planes italianos para invadir Malta por mar comenzaron durante la Segunda Guerra Italo-Abisinia (3 de octubre de 1935-mayo de 1936). En abril de 1941 se presentó la oportunidad de capturar Malta, pero la Operación Mercurio (20 de mayo-1 de junio de 1941), la invasión de Creta, se llevó a cabo primero, con tales pérdidas de tropas paracaidistas y aviones de transporte que una segunda operación en 1941 fue imposible. Las unidades de la Luftwaffe, aparte del Fliegerkorps X, se dirigieron al este para la Operación Barbarroja y, en junio de 1941, las defensas aéreas de la isla se habían recuperado. Las unidades de la Luftwaffe regresaron al Mediterráneo en la primavera de 1942 y lograron neutralizar la capacidad ofensiva de la guarnición insular. En abril, Hitler y Mussolini acordaron montar la Operación Herkules, una invasión de Malta por aire y por mar. Se prepararon para la invasión dos Fliegerkorps con centenares de aviones de transporte Junkers Ju 52, planeadores (incluyendo 24 Messerschmitt Me 321 Gigants) y unos 200 aviones de transporte de la Regia Aeronautica italiana.
La marina italiana reunió una armada de Marinefährprahm (MFP), barcos civiles reconvertidos y minadores y 74 embarcaciones más pequeñas. La marina alemana contribuyó con MFP alemanes, ferries Siebel, Pionierlandungsboote, Sturmboote, grandes balsas inflables y la Seeschlange (Serpiente de Mar, un puente de aterrizaje portátil).
Después del éxito de la Operación Venezia y la captura de Tobruk en junio, el avance del Panzerarmee continuó. La persecución de un enemigo derrotado tenía más atractivo que los peligros de la operación de Malta. La Operación Herkules fue cancelada, a favor de la Operación Aïda, una invasión de Egipto para controlar el Canal de Suez.

## Operación Aïda

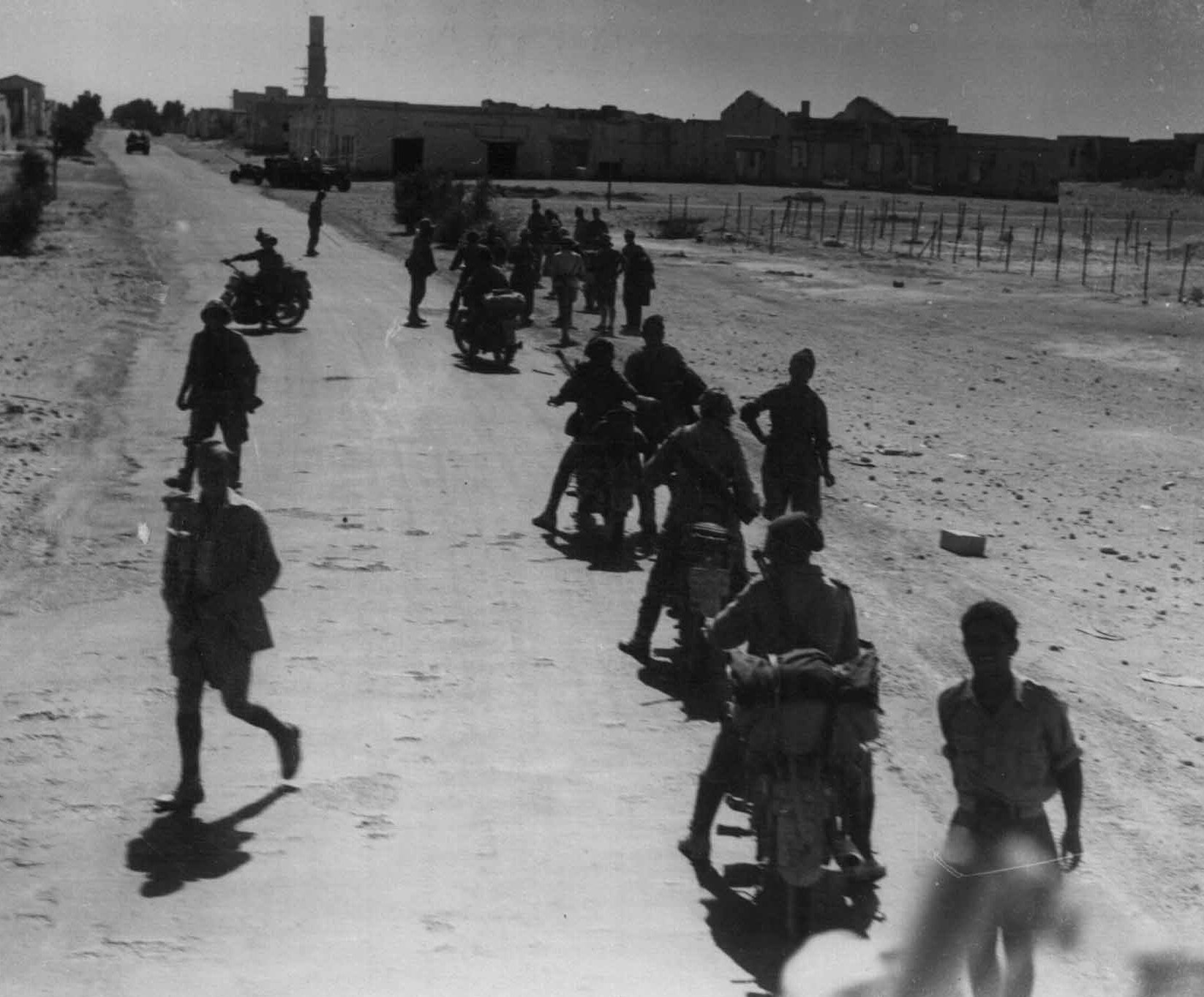
Tropas italianas entran en Mersa Matruh.

El Panzerarmee Afrika avanzó hacia Egipto después de la victoria en Gazala en persecución del Octavo Ejército, que adoptó una posición defensiva en Marsa Matruh. La velocidad de avance del Panzerarmee le permitió situarse detrás del XIII Cuerpo y del X Cuerpo, pero las fuerzas del Eje eran demasiado débiles para impedir que los británicos escaparan. El XIII Cuerpo se retiró la tarde del 27 de junio, pero las malas comunicaciones dejaron al X Cuerpo solo en la fortaleza de Marsa Matruh. El X Cuerpo se rompió la noche siguiente, dejando atrás a 6 000 hombres y una gran cantidad de equipo y suministros. El Octavo Ejército continuó retirándose hacia el este, chocando con las fuerzas del Eje varias veces en el camino. Un intento de reagruparse en Fuka fue cancelado y Auchinleck ordenó una retirada de 160 kilómetros hasta El Alamein, 100 kilómetros al oeste de Alejandría. La retirada acercó al Octavo Ejército a su base, lo que hizo que el suministro fuera mucho más eficiente y el cuello de botella geográfico de la Depresión de Qattara, 64 km al sur, hizo que un movimiento de flanqueo del Eje fuera mucho más difícil. El 25 de junio, el Afrika Korps se había reducido a 60 tanques y el XX Cuerpo italiano tenía sólo 14 tanques operativos. Utilizando suministros capturados en Tobruk, en la frontera y en Marsa Matruh, el Panzerarmee llegó a El Alamein el 30 de junio. Abastecer a las fuerzas del Eje tan al este de Gazala se volvió mucho más difícil ya que la mayoría de sus suministros aún tenían que venir de Trípoli, a 2 300 kilómetros de distancia.

## Primera Batalla de El Alamein

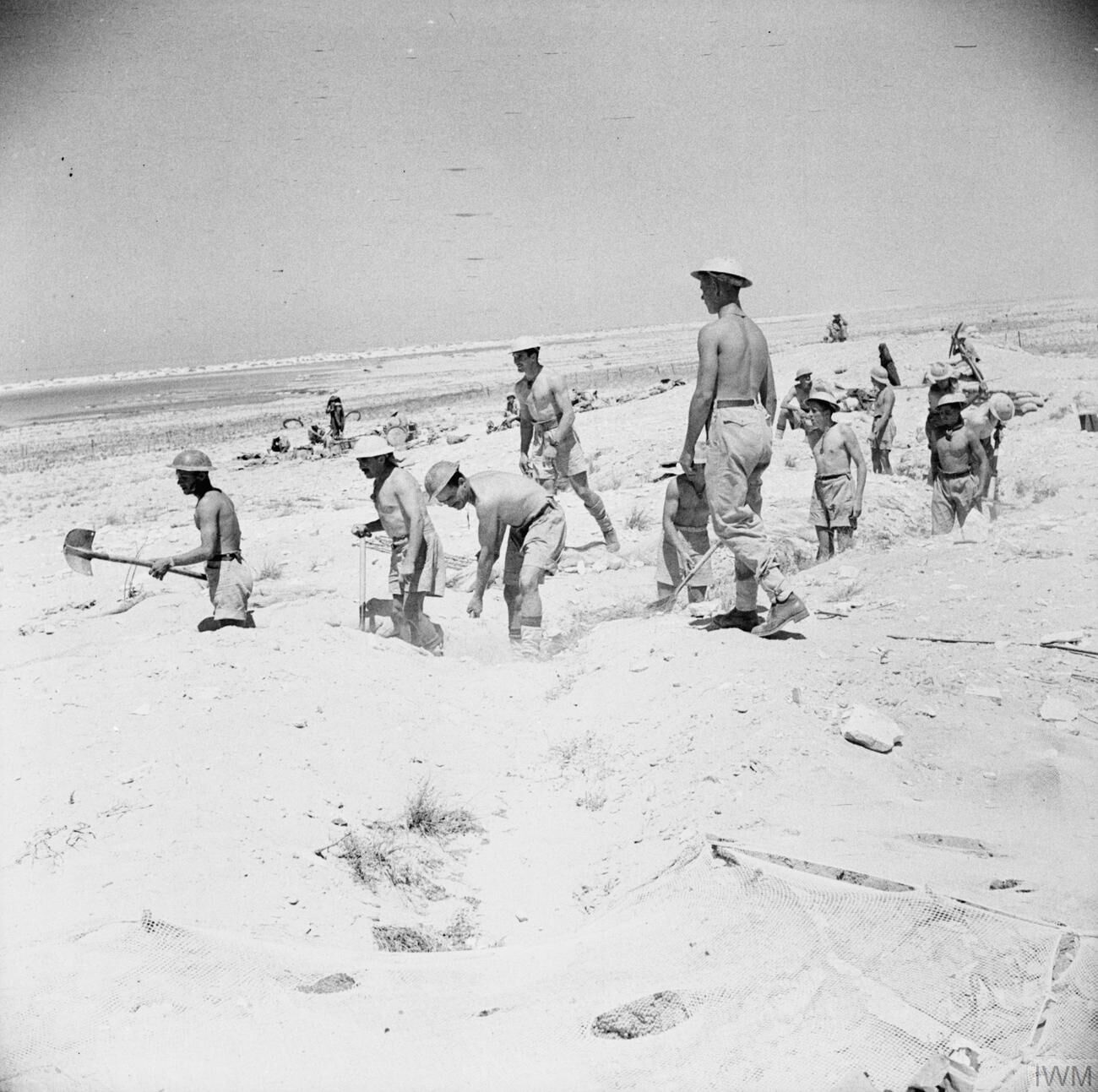
Las tropas británicas se atrincheran en El Alamein durante la batalla, el 4 de julio de 1942.

Un intento de expulsar al Octavo Ejército de la posición de El Alamein tuvo lugar en la Primera batalla de El Alamein (del 1 al 27 de julio de 1942). Después de cuatro días, Rommel canceló el intento debido a la fuerza de la defensa del Octavo Ejército, el agotamiento de los suministros del Eje y la disminución de las fuerzas, con divisiones alemanas reducidas a 1.200-1.500 hombres cada una. El 5 de julio, el número de tanques alemanes en servicio se redujo a una treintena. Después de una pausa, el Panzerarmee planeó atacar de nuevo, con unos cincuenta tanques alemanes, 2.100 infantes alemanes, 54 tanques italianos y 1.600 tropas italianas, pero el Octavo Ejército atacó primero, en Tel el Eisa del 10 al 14 de julio, lo que agotó a ambos bandos. El Octavo Ejército comenzó a atacar unidades italianas, ubicadas con información de Ultra, en Ruweisat Ridge (14-17 de julio) y del 21 al 23 de julio, nuevamente en Tel El Eisa el 22 de julio y Miteirya Ridge (22 y 26 de julio). Después hubo otra pausa. Los alemanes sufrieron 10 000 bajas. Las bajas italianas son desconocidas pero se hicieron 7 000 prisioneros del Eje. El Octavo Ejército tuvo 13 250 bajas.

## Batalla de Alam el Halfa

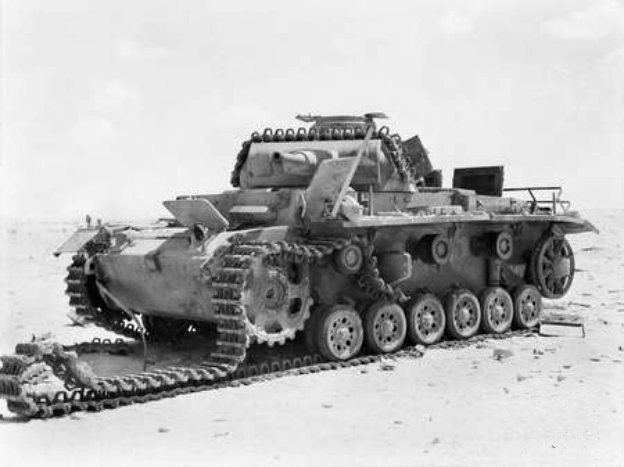
Panzer III fuera de combate cerca de El Alamein, 1942.

El teniente general Bernard Montgomery asumió el mando del Octavo Ejército a mediados de agosto. En la batalla de Alam el Halfa (Operación Brandung, 30 de agosto-5 de septiembre), las unidades del Eje intentaron rodear al Octavo Ejército avanzando por su flanco sur.
Los británicos fueron advertidos por Ultra (decodificadores de mensajes de radio alemanes) y dejaron patrullas solamente en el sur. La mayor parte de los tanques y cañones británicos se concentró en la Cordillera de Alam el Halfa, bloqueando el avance del Eje a 32 km del frente. Los tanques permanecieron en la cordillera y libraron un enfrentamiento defensivo estático, en lugar de una batalla de maniobras. Los aviones aliados bombardearon y ametrallaron a las tropas del Eje continuamente desde el 30 de agosto al 4 de septiembre, lo que destruyó pocos tanques pero inmovilizó e impidió maniobras rápidas y la concentración al Panzerarmee. Los ataques del Eje a la cordillera fracasaron, los suministros escasearon y Rommel ordenó una retirada el 2 de septiembre. A última hora del 3 de septiembre, una brigada de Nueva Zelanda y una brigada británica atacaron para cortar la retirada del Eje, pero la Operación Beresford fue un costoso fracaso y el 5 de septiembre la retirada del Eje era completa. El Octavo Ejército perdió 1 750 hombres y 68 tanques. El Eje perdió 2 900 hombres, 49 tanques, 36 aviones, 60 cañones y 400 camiones.
´

## Segunda Batalla de El Alamein

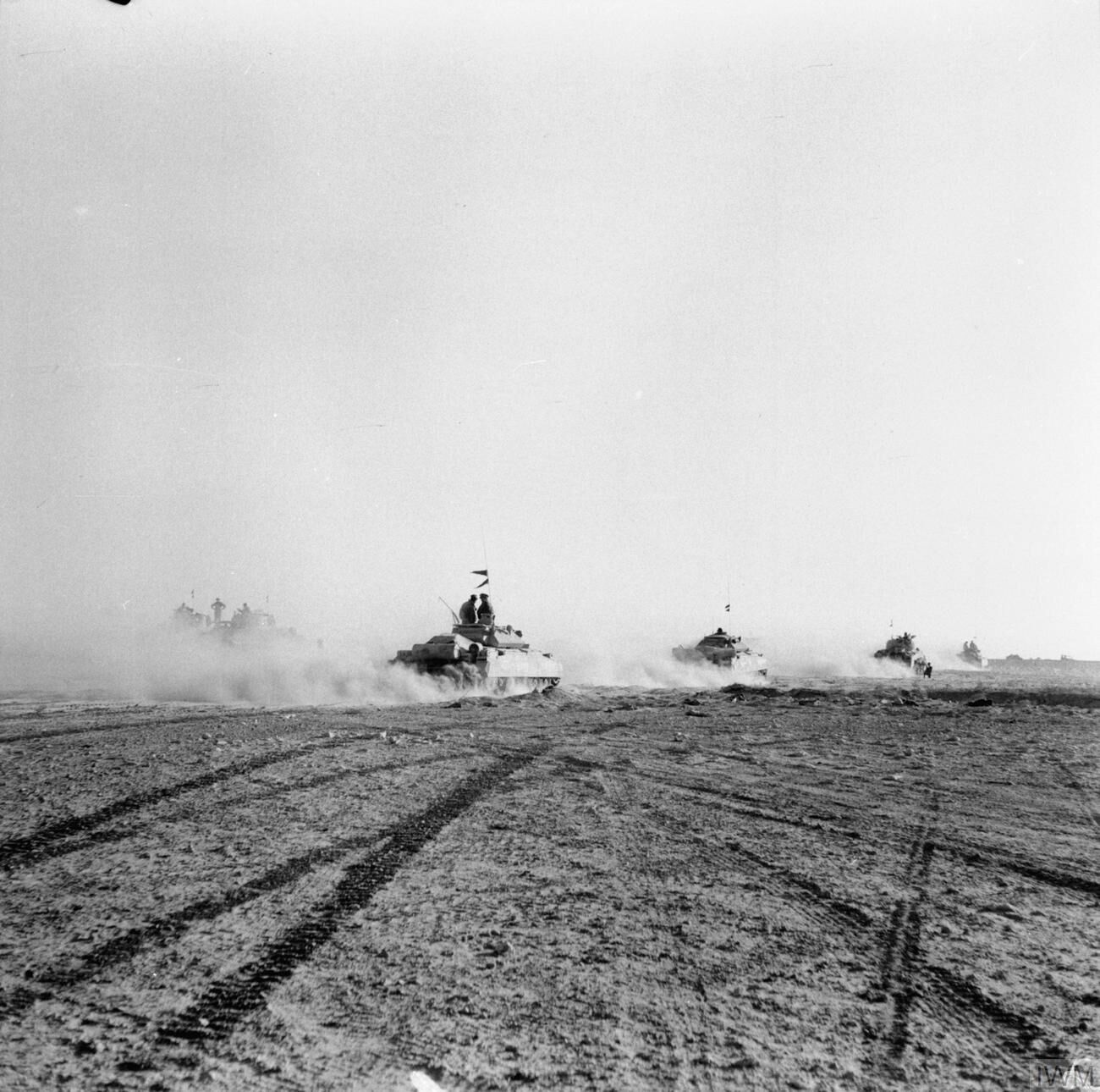
Tanques británicos avanzando a través de brechas en los campos minados del Eje, despejados por ingenieros e infantería aliados, para enfrentarse a los blindados alemanes e italianos.

Cuando comenzó la ofensiva del Octavo Ejército el 23 de octubre de 1942, el Panzerarmee tenía 104 000 hombres, incluidos 50 000 alemanes, de los cuales sólo 24 173 eran tropas de primera línea. Había 496 tanques del Eje, 290 de los cuales eran italianos, 500 cañones y 850 cañones antitanques. El Octavo Ejército contaba con 195 000 hombres, 1 029 tanques, otros 1 000 en reparación, 908 cañones y 1 451 cañones antitanques. Las tropas aliadas estaban bien alimentadas y gozaban de buena salud, mientras que las tropas del Eje estaban desnutridas y susceptibles a las enfermedades. El Panzerarmee tenía sólo combustible para 290 kilómetros por vehículo. El 27 de octubre, el Panzerarmee se había reducido a 114 tanques alemanes y el 2 de noviembre, el Panzerarmee había gastado la mayor parte de sus municiones y sólo le quedaban 32 tanques alemanes y 120 italianos. Rommel decidió retirarse, pero Hitler ordenó al Panzerarmee que se mantuviera firme. El 4 de noviembre, el Octavo Ejército rompió las defensas del Eje y Rommel ordenó que comenzara la retirada, abandonando las unidades no motorizadas, particularmente las formaciones italianas, en el centro y sur.
Panzerarmee Afrika había sufrido 37 000 bajas, el 30 por ciento de la fuerza, y había perdido 450 tanques y 1.000 cañones. El Octavo Ejército sufrió 13 500 bajas, una proporción mucho menor de la fuerza, 500 tanques (sólo 150 de ellos destruidos) y alrededor de 110 cañones (principalmente cañones antitanques). El Panzerarmee se redujo a unos 5 000 hombres, 20 tanques, 20 cañones antitanques y 50 cañones de campaña. Los intentos de rodear a las fuerzas del Eje en Marsa Matruh fracasaron y la mayor parte del Afrika Korps había escapado el 7 de noviembre. Las fuerzas del Eje se retiraron a lo largo de la carretera de la costa, pero la falta de tanques y combustible para una defensa móvil del flanco sur abierto hizo imposible resistir en el paso de Halfaya o en cualquier otra posición. Tobruk fue retomada por el Octavo Ejército el 13 de noviembre y continuó la retirada del Eje; Bengasi cayó el 20 de noviembre y los puertos capturados fueron rápidamente reparados para abastecer el avance británico.

## Batalla de El Agheila

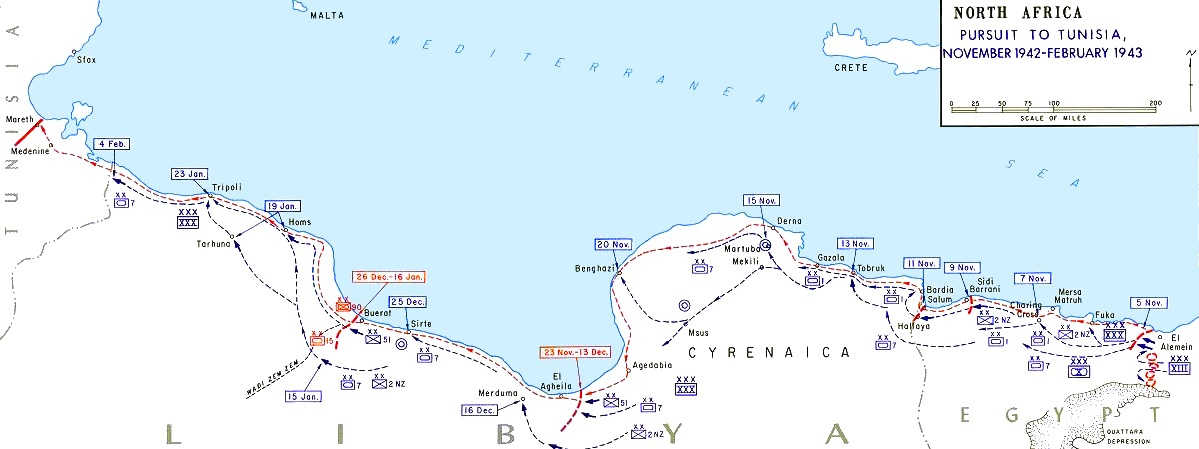
Persecución de las fuerzas del Eje a través de Egipto y Libia

El Panzerarmee Afrika se retiró a las defensas de El Agheila (línea de Mersa Brega) pero los suministros del Eje y la prioridad en el refuerzo se dio a las fuerzas que se estaban oponiendo al Quinto Ejército británico (liderado por el teniente general Kenneth Anderson) y a la Operación Torch, dejando a los italianos y a los alemanes sin capacidad para contraatacar. Hitler ordenó mantener la línea de Mersa Brega a toda costa pero Rommel favoreció una retirada de combate a Gabès Gap en Túnez, lo que aumentaría la distancia de suministro para el Octavo Ejército a 2400 km. El 24 de noviembre Ugo Cavallero acordó retirarse 320 km al oeste hasta Buerat, 80 km más allá de Sirte, si el Panzerarmee era atacado por una fuerza superior. El Octavo Ejército alcanzó El Agheila el 15 de diciembre y la División de Nueva Zelanda fue enviada a flanquear la línea de Mersa Brega del 14 al 16 de diciembre de 1942 mientras la 51.ª División Highland atacaba frontalmente y la 7.ª División Blindada atacaba tierra adentro a Bir el Auera. El movimiento de flanqueo fracasó con la pérdida de 18 tanques y el Panzerarmee se retiró detrás de campos profundamente minados y trampas explosivas, lo que ralentizó la persecución.

## Retirada del Eje hasta Túnez

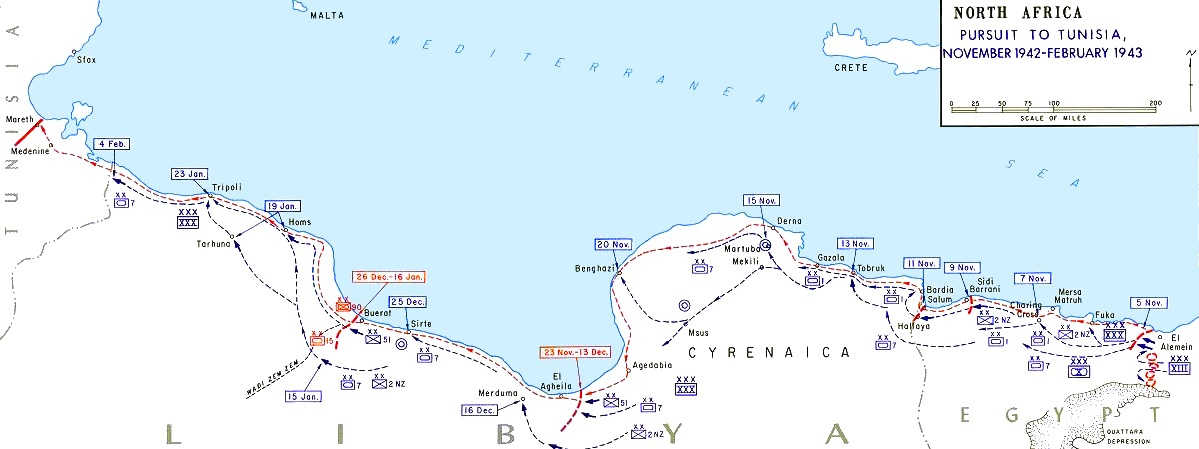
Persecución de las fuerzas del Eje a través de Egipto y Libia entre el 5 de noviembre de 1942 y el 4 de febrero de 1943.

En diciembre de 1942 el Octavo Ejército atacó Mersa Brega y se abrió paso hacia el Arco de los Filenos (conocido por los británicos como Marble Arch), en la retaguardia del Eje. El reconocimiento aéreo detectó el avance británico y se ordenó al Deutsches Afrika Korps y a las unidades blindadas italianas retirarse hasta Buerat.
El 22 de enero de 1943 los alemanes abandonaron Trípoli. El 13 de febrero la vanguardia alemana entró en Túnez. Unas pocas unidades se situaron en Medenine para entorpecer el avance británico mientras el grueso del Afrika Korps se desplazaba para cubrir el frente ante franceses, británicos y estadounidenses al sur de Gafsa.
A comienzos de marzo, el Octavo Ejército entró en Túnez y el 9 de marzo Rommel regresó a Alemania para comunicar a Hitler la realidad de las condiciones en el norte de África. Rommel no logró persuadir a Hitler para que permitiera la retirada de las fuerzas del Eje y no se le permitió regresar a África, aparentemente por motivos de salud.

## Análisis

Mapa del África colonial en 1947, después de finalizar la Segunda Guerra Mundial. Pocos años después se iniciaría la descolonización de África.

En 1977, Martin van Creveld escribió que Rommel había afirmado que si los suministros y el equipo enviados a Túnez a finales de 1942 y principios de 1943 se hubieran enviado antes, el Eje habría ganado la Guerra del Desierto. Creveld discrepó, ya que solo la ocupación alemana del sur de Francia tras la Operación Torch permitió el envío de los buques mercantes franceses y de Tolón, y la recepción de Bizerta, lo que no ocurrió en 1941. La distancia adicional entre Bizerta y la frontera egipcia también habría anulado el beneficio de usar un puerto más grande. El suministro al Eje siempre había estado determinado por el pequeño tamaño de los puertos de Libia, una limitación insuperable, y los ataques a los barcos del Eje habían agravado las dificultades crónicas de suministro. Con el ejército alemán estancado en la URSS, nunca hubo suficiente transporte por carretera para el Afrika Korps y el Panzerarmee, a pesar de la relativamente generosa escala de transporte en comparación con otros frentes.
El ataque cancelado a Malta en el verano de 1942 tuvo menos influencia en los acontecimientos que el pequeño tamaño del puerto de Tobruk y su vulnerabilidad a los ataques aéreos. Solo un ferrocarril, similar al construido por los británicos, podría haber aliviado las dificultades de suministro del Eje, pero la falta de tiempo y recursos imposibilitó su construcción. Se ha exagerado la influencia de las pérdidas de buques del Eje en las derrotas infligidas al Ejército Panzer a finales de 1942, ya que la falta de combustible se debió a la dificultad crónica de transportar mercancías por tierra, más que a la falta de suministros desde Europa. Durante la Segunda Batalla de El Alamein, un tercio del combustible destinado al Ejército Panzer quedó varado en Bengasi. Rommel escribió que las dificultades de suministro del Eje, en comparación con las de los británicos, determinaron el curso de la campaña militar y constituyeron una limitación insalvable.
Montgomery ha sido criticado por no haber logrado atrapar a los ejércitos del Eje y conducirlos a una batalla decisiva en Libia. Sus tácticas se han considerado demasiado cautelosas y lentas, ya que conocía la precaria situación de abastecimiento del Ejército Panzer y las intenciones de Rommel gracias a las señales descifradas del Eje y otros datos de inteligencia. En 1966, el historiador oficial británico Ian Playfair escribió que la capacidad defensiva del Afrika Korps, en particular, y el temor británico a una nueva derrota y retirada, habrían limitado la libertad de acción de cualquier comandante. La guerra en el desierto se ha descrito como una «pesadilla para el intendente», dadas las condiciones de la guerra en el desierto y las dificultades de abastecimiento. Montgomery enfatizó el equilibrio y se abstuvo de atacar hasta que el ejército estuviera listo; la moral del Octavo Ejército británico mejoró considerablemente bajo su mando. Las fuerzas del Eje se retiraron a través de Libia hacia Túnez y lucharon en la campaña tunecina, quedando finalmente atrapadas entre las fuerzas angloamericanas del Primer Ejército al oeste y el Octavo Ejército al este.